# ユグノー戦争

「サン・バルテルミの虐殺」 フランソワ・デュボア作

ユグノー戦争（ユグノーせんそう、フランス語：Guerres de religion, 1562年 - 1598年）は、フランスのカトリックとプロテスタントが休戦を挟んで8回40年近くにわたり戦った内戦である。
ドイツに始まった宗教改革運動は各国に広まったが、ジャン・カルヴァンの思想がフランスでも勢力を持ち、プロテスタントはカトリック側からユグノー（huguenot）と呼ばれた。ユグノーには貴族も加わり、弾圧にもかかわらず勢力を広げていった。1562年にカトリックの中心人物ギーズ公によるヴァシーでのユグノー虐殺事件（ヴァシーの虐殺）が契機となり、内乱状態になった。妥協的な和平を挟んだ数次の戦争の後の1572年8月24日には、カトリックがユグノー数千人を虐殺するサン・バルテルミの虐殺が起こっている。
宗教上の対立であるとともに、ブルボン家（プロテスタント）やギーズ家（カトリック）などフランス貴族間の党派争いでもあった。加えて、この戦争はカトリックのスペイン王フェリペ2世とプロテスタントのイングランド女王エリザベス1世との代理戦争の性格も有している。1589年にギーズ公アンリ、次いで国王アンリ3世が暗殺されてヴァロワ朝が断絶し、アンリ4世が即位してブルボン朝が興った。パリではカトリックの勢力が強く、プロテスタントの王を認めなかったため、アンリ4世はカトリックに改宗している。一方でナントの勅令（1598年）を発して、プロテスタントに一定の制限の下ではあるが信仰の自由を認め、戦争は終結した。

## 背景：1560年以前の状況

### フランソワ1世

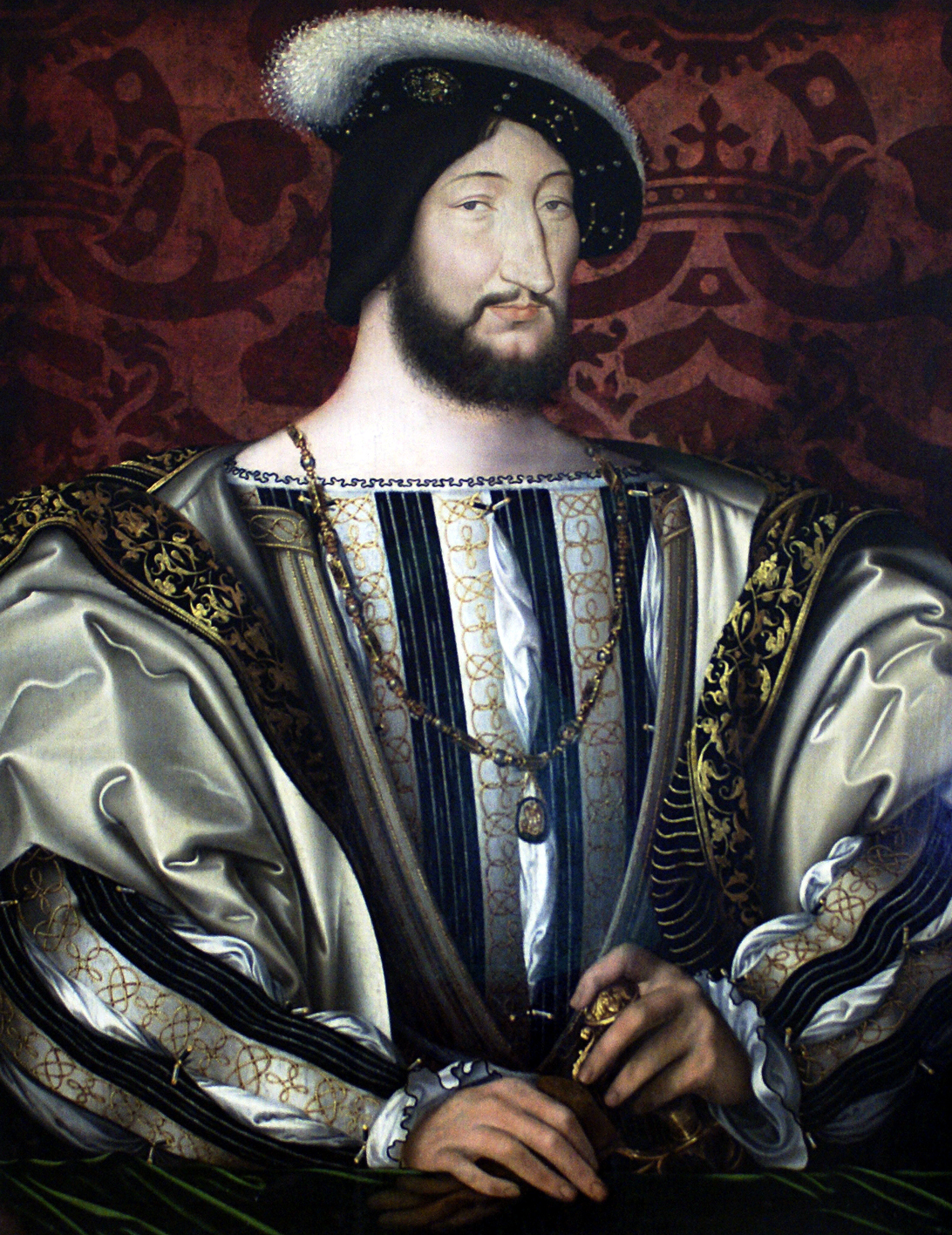
フランソワ1世

ルター思想は1520年代にフランスに伝わり、プロテスタントに対する政策は寛容と弾圧の間で揺れ動いていた。イタリア戦争の渦中にあったフランソワ1世（在位：1515年 - 1547年）は神聖ローマ帝国内のプロテスタント諸侯の反乱を支援しており、フランス国内における信者に対して寛容であった。それ以上にルター派と宮廷内で人気のあった人文主義改革運動との区別が曖昧であり、国王の姉ナバラ王妃マルグリットはルフェーヴル・デタープルなどの改革者たちを異端の嫌疑から庇護していた。だが、1534年に檄文事件が起こるとフランソワ1世はプロテスタントを脅威と感じ、彼らを弾圧し始める。

### アンリ2世

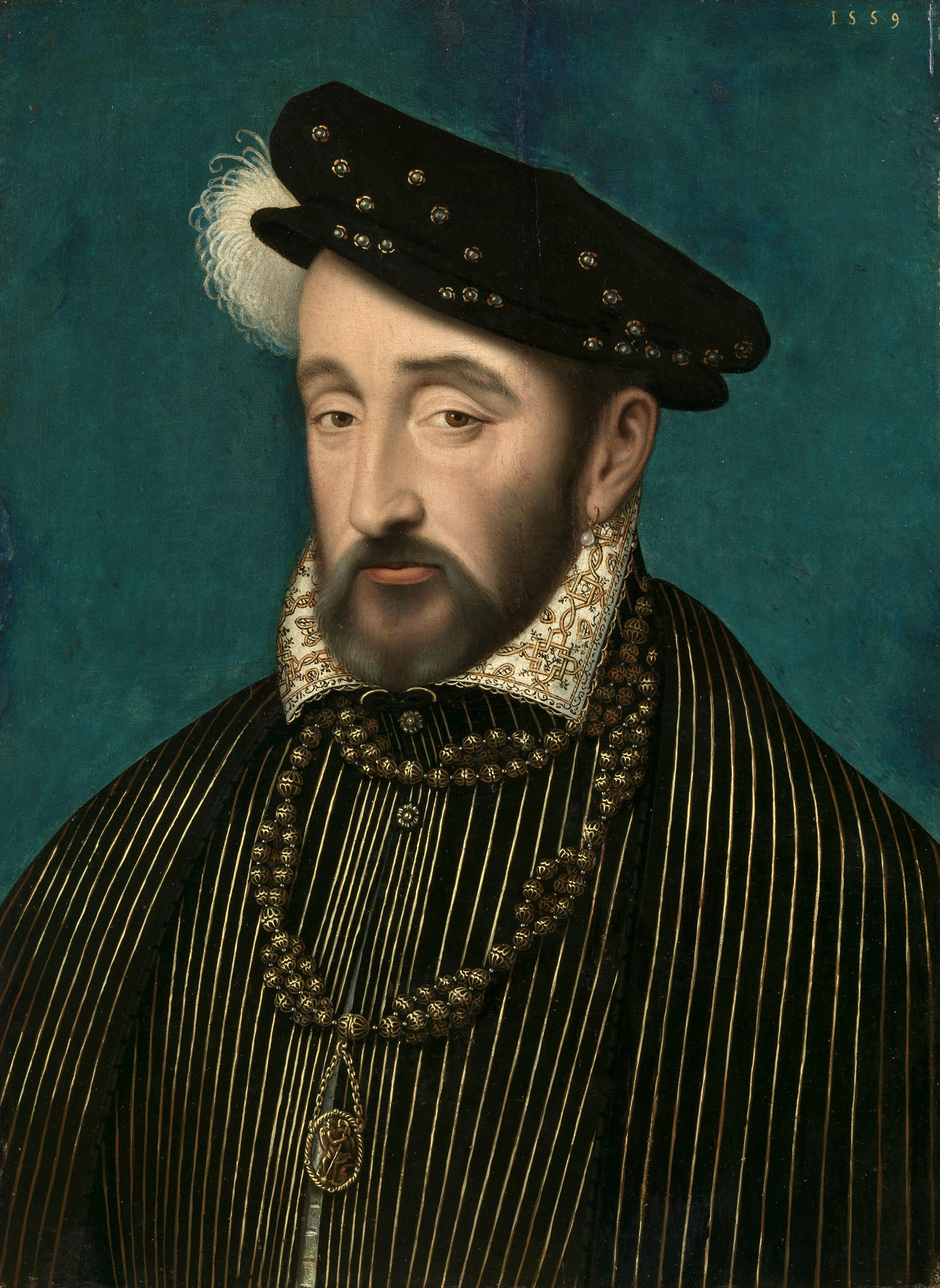
アンリ2世

アンリ2世の治世（1547年 - 1559年）でも迫害は断続的に続き、治世の終わり頃に異端審問のための新たな法廷が作られ、これはプロテスタントからは火刑法廷（la chambre ardente）と呼ばれた。これはこの時期にカルヴァン派がルター派を凌いでフランス国内におけるプロテスタントの主流になり、急速に数を増やしたことの反動と見られる。フランス生まれのジャン・カルヴァンによって作られたカルヴァン主義は、社会階層や職業の違いなく人々を惹きつけ、更には地域差なく広範囲に広まっていた。
1559年、66のカルヴァン派信徒団の代表が秘密裏にパリに集まって第1回全国教会会議を催し、信仰告白と教会規則を作成した。1560年時点で、カルヴァン派はフランス総人口1800万人の約10%と推定されている。
1559年のアンリ2世の突発的な事故死は政治的空白を作り出し、フランソワ2世の妃であるスコットランド女王メアリーの母方の親族であるギーズ家が実権を握った。ギーズ公フランソワはカレーをイングランドから奪回した英雄であり、その弟のロレーヌ枢機卿はフランス・カトリック教会の首長で、いずれも熱狂的なカトリックだった。一方のプロテスタントはブルボン家当主のナバラ王アントワーヌを盟主に戴いていたが、熱狂的プロテスタントの妻ナバラ女王ジャンヌ・ダルブレ（ナバラ王妃マルグリットの娘）に主導権を取られる頼りない人物で（戦争中は寝返ってカトリックに改宗している）、後に弟のコンデ公ルイがプロテスタントの中心となる。

## 初期の紛争（1560年 - 1562年）

### アンボワーズの陰謀と聖像破壊

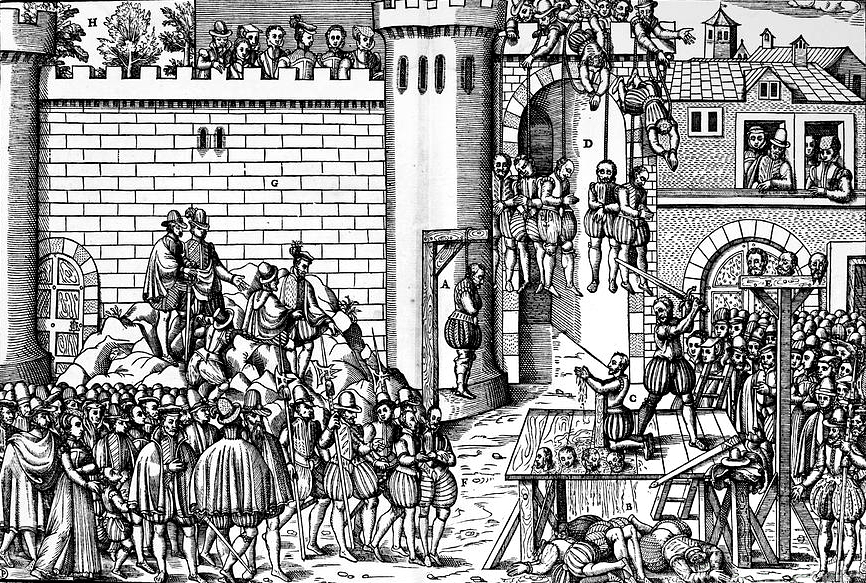
アンボワーズの陰謀の容疑者たちの処刑

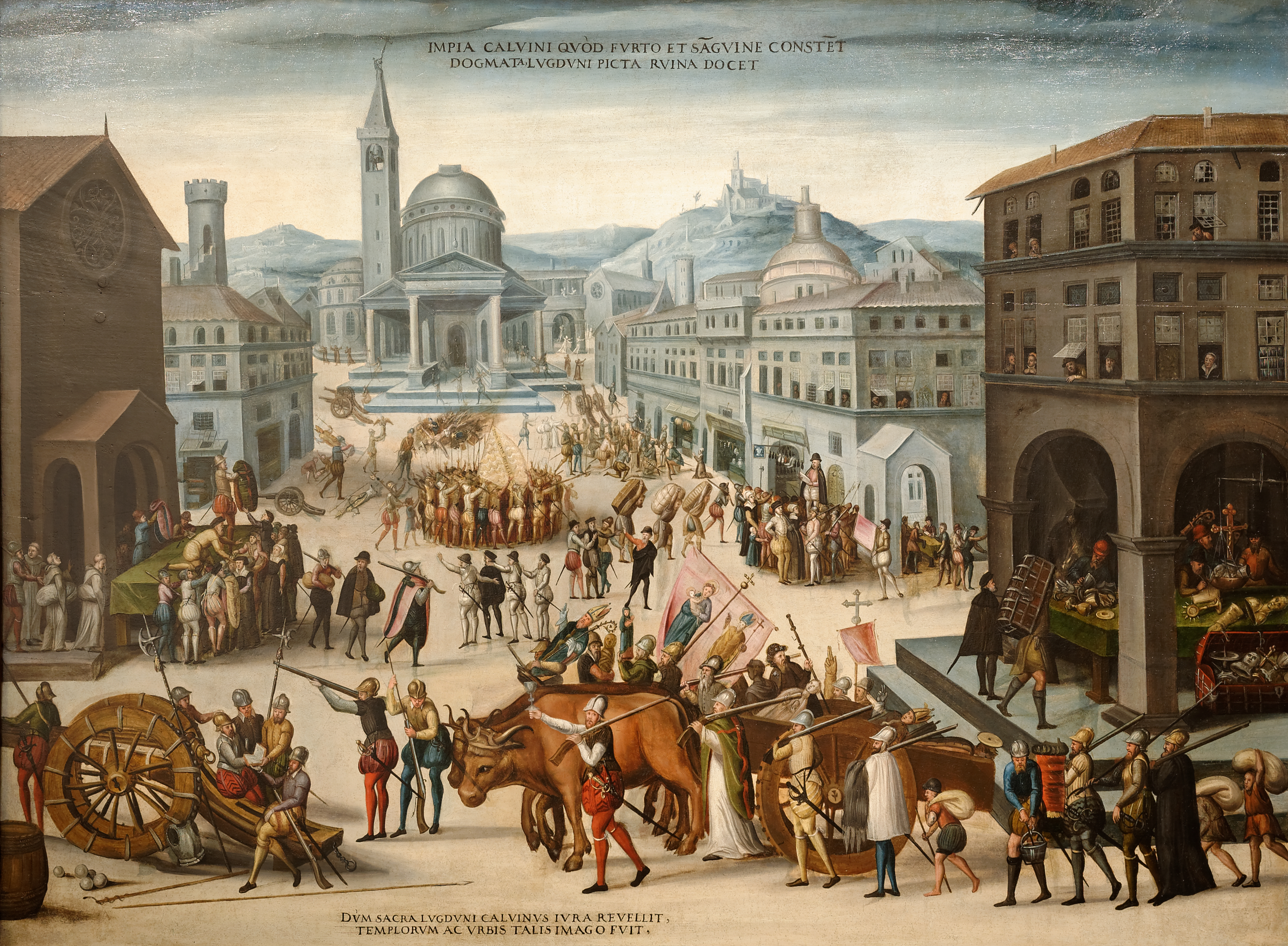
カルヴァン派によるリヨン教会の略奪（1562年）。アントワーヌ・キャロット作

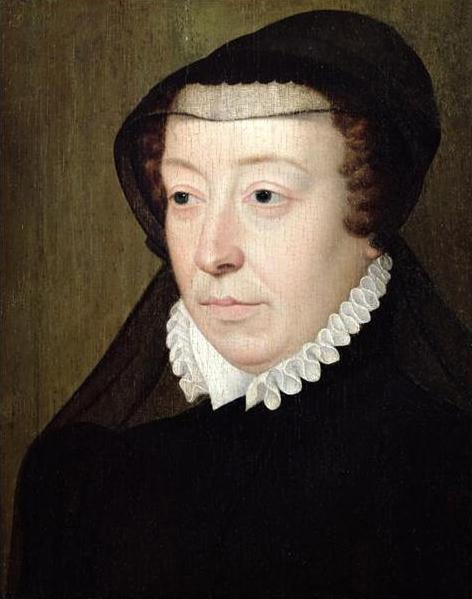
カトリーヌ・ド・メディシス

1560年3月、プロテスタント貴族ラ・ルノーディを中心とする不平貴族たちがフランソワ2世を誘拐してギーズ家を除こうと謀った。だが陰謀は露見し、数百人の容疑者たちが処刑されてしまう。ギーズ兄弟はブルボン家のコンデ公ルイが黒幕であると疑った。コンデ公は11月に逮捕された。このことにより対立は一層深まった（アンボワーズの陰謀）。
この後の論争の中で、フランスのプロテスタントはユグノーと呼ばれるようになった。ユグノーはドイツ語のEidgenosse（アイドゲノッセ、盟友の意味）から生まれた蔑称である。
ユグノーによるカトリック教会に対する最初の聖像破壊が1560年にルーアンとラ・ロシェルで発生し、翌年には20の都市に広まった。これに激怒したカトリックの都市住民による流血の報復がサンス、カオール、カルカソンヌ、トゥールその他の都市で行われた。
王太后カトリーヌ・ド・メディシスはフォンテーヌブロー諮問会議を召集してカトリックとプロテスタントの融和を図るが、ギーズ家は異端絶滅を計画していた。

### カトリーヌ・ド・メディシスの寛容政策とヴァシーの虐殺
1560年12月、フランソワ2世が死去し、弟のシャルル9世が即位。王太后カトリーヌ・ド・メディシスが摂政となる。経験不足とヴァロワ・ハプスブルク戦争の借財のため、カトリーヌは強力な私軍を有する貴族たちの激しく対立した利害関係を慎重に舵取りをせねばならないと感じた。彼女は敬虔なカトリックであったが、強大なギーズ家を牽制するために、ユグノーの盟主であるブルボン家を優遇してナバラ王アントワーヌを国王総代官（Le lieutenant-général）となし、コンデ公ルイに特赦を与えた。また、彼女は協調派の大法官ミシェル・ド・ロピタルを重用した。ロピタルは市民の平和のための幾つかの手段を提案し、神聖会議による宗教的解決を主張していた。

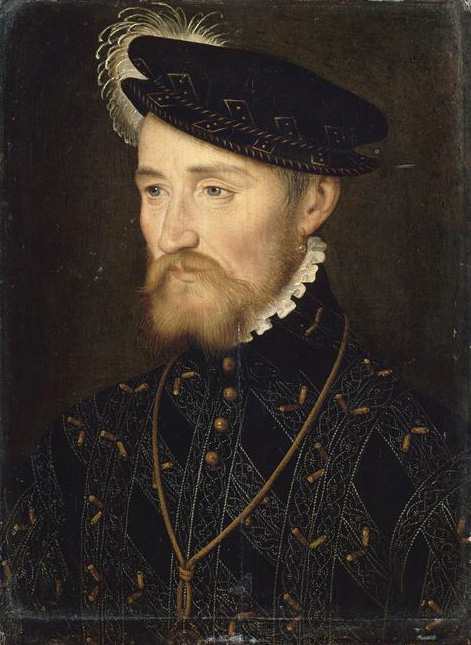
ギーズ公フランソワ

1561年1月に摂政カトリーヌはオルレアン寛容勅令を出すが、これに反発したギーズ公フランソワがアンヌ・ド・モンモランシー、ジャック・ド・サンタンドレと三頭政治を結成して反動政策に乗り出す。
同年8月に司教会議がユグノーと話し合うようにとの王家から要請を受け入れて、サン＝ジェルマン＝アン＝レー三部会の中で宗教会談が開かれた（ポワシー会談）。プロテスタントはテオドール・ド・ベーズを長とする12人の牧師と20人の平信徒が代表となった。双方とも相手を受け入れようとはせず難航したが、新たな統一の基礎となりうるある程度の一致に達した。ベーズとギーズ家のロレーヌ枢機卿との会談で、礼拝様式に関して両者の妥協がなされるかに見えたが、10月の最終会談でカトリックとプロテスタントとの思想の溝は既に大きく広がってしまっていることがはっきりした。
1562年の初めに摂政政府は、宮廷内の党派争いに扇動された地方の無秩序を抑えるべく、サン・ジェルマン勅令（1月勅令）を発した。勅令は反乱を回避するためにユグノーに譲歩をし、城壁外および屋内での礼拝を容認していた。だが、3月1日、シャンパーニュのヴァシーでギーズ家の郎党が礼拝をしていたカルヴァン派を襲撃し、虐殺する事件が発生してしまう（ヴァシーの虐殺）。ユグノーのジャン・ド・フォンテーヌは次のように述べている。
「ギーズ公がやって来た時、プロテスタントたちは勅令に従って城壁の外で礼拝を行っていた。何人かの従者が礼拝者たちを侮辱すると喧嘩沙汰になり、そこで偶然に公自身が頬に傷を受けてしまった。公の流血を見た従者たちは激昂しヴァシーの住民に対する虐殺が起こった。」

## 内戦の勃発（1562年 - 1570年）

### 第1次戦争（1562年 - 1563年）

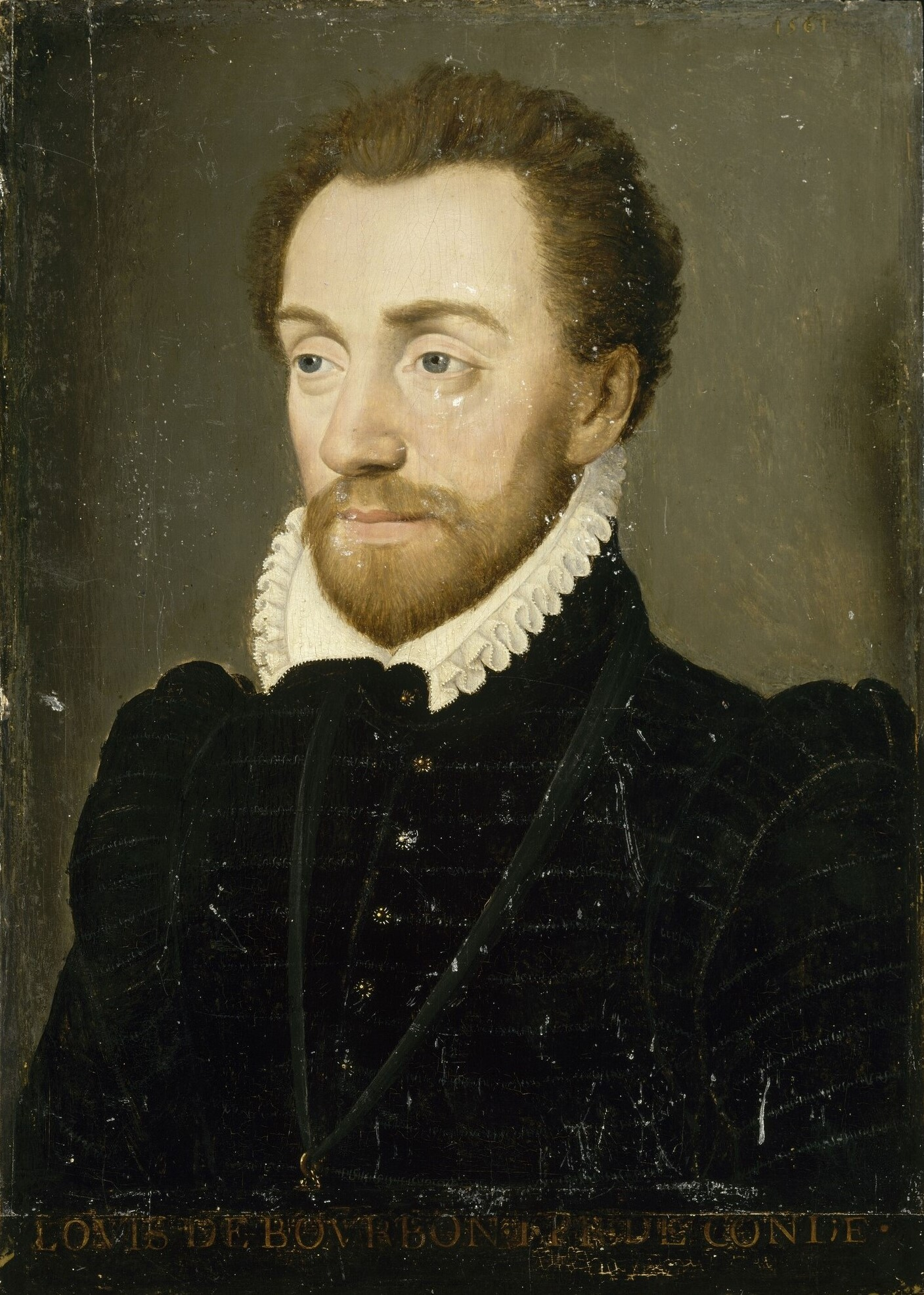
コンデ公ルイ

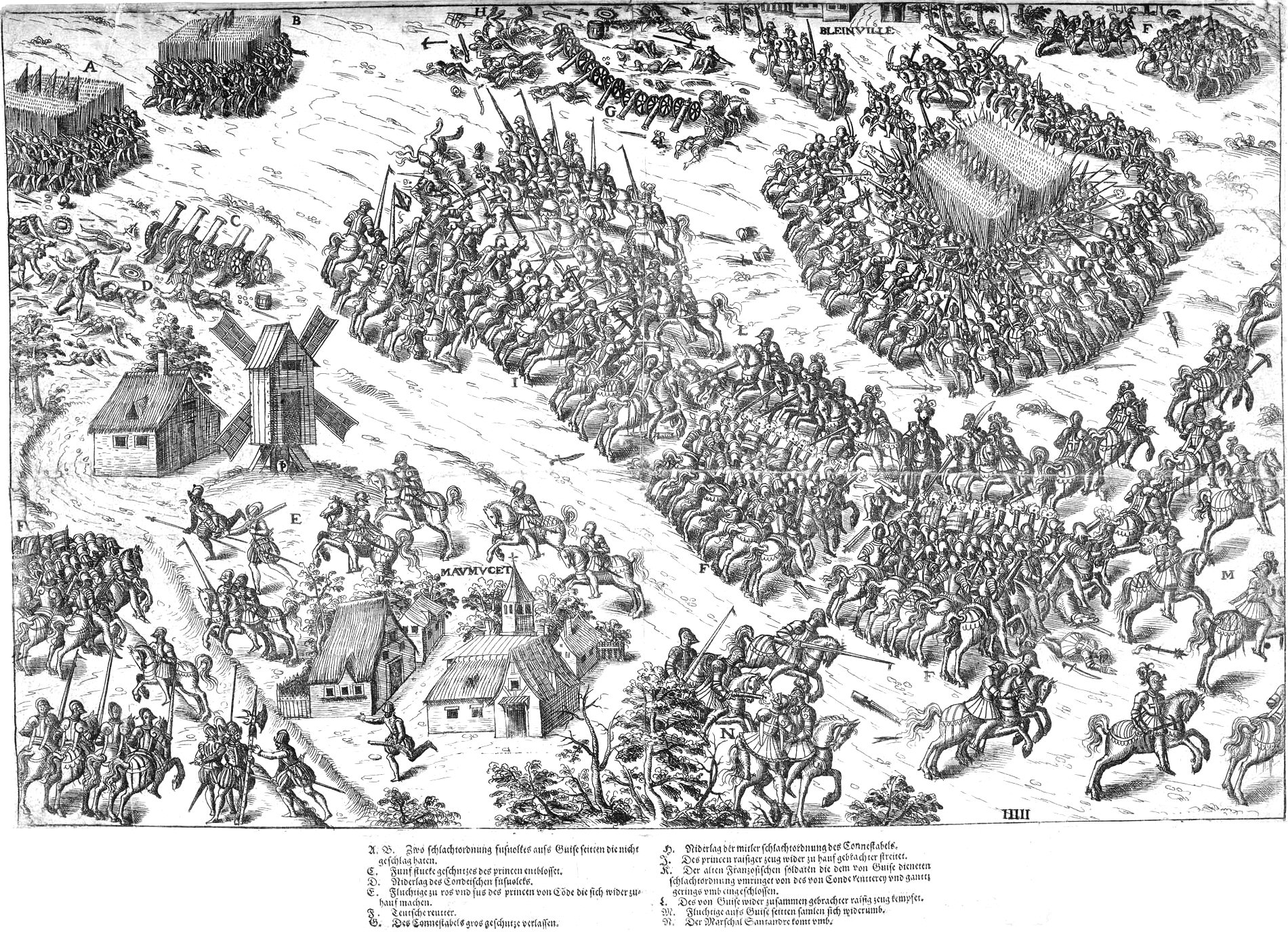
ドルーの戦い

ヴァシーの虐殺は2つの宗派間の抗争を引き起こすことになった。ブルボン家のコンデ公ルイは「悪」の大臣たちから王と摂政を解放すると宣言し、プロテスタント教会を組織化してロワール川沿いの町々を占拠し、軍隊を駐留させた。実際にはユグノーたちはヴァシー事件以前から動員を開始していたが、コンデ公ルイは虐殺を勅命が破られた証拠であるとし、彼の軍事行動の大義名分に用いた。そして、戦闘が起こると実際にこの勅命は、ギーズ家の圧力によって取り消された。ユグノーは イングランド女王エリザベス1世とハンプトン・コート条約を結び、援助の見返りにル・アーヴル、ディエップ、ルーアンを引き渡す約束をする。これに従い、イングランド軍がル・アーヴルに上陸した。
主な戦いはルーアンとドルー、そしてオルレアンで起こっている。ルーアン包囲戦（1562年5月 - 10月）では国王軍が町を奪回したものの、ナバラ王アントワーヌが戦死した。ドルーの戦い（1562年12月）ではコンデ公ルイがギーズ家の捕虜になったが、ブルボン家も敵の司令官アンヌ・ド・モンモランシーを捕らえている。1563年2月のオルレアン包囲戦において、ギーズ公フランソワがユグノーのポルトロ・ド・メレに銃撃され、その傷が元で死亡した。ギーズ家は暗殺は敵対者のコリニー提督の差し金であると信じた。暗殺によって引き起こされた暴動とオルレアンが陥落しなかったため、カトリーヌが和平調停を行い、アンボワーズ勅令が発せられた。

### 武装した平和（1563年 - 1567年）と第2次戦争（1567年 - 1568年）

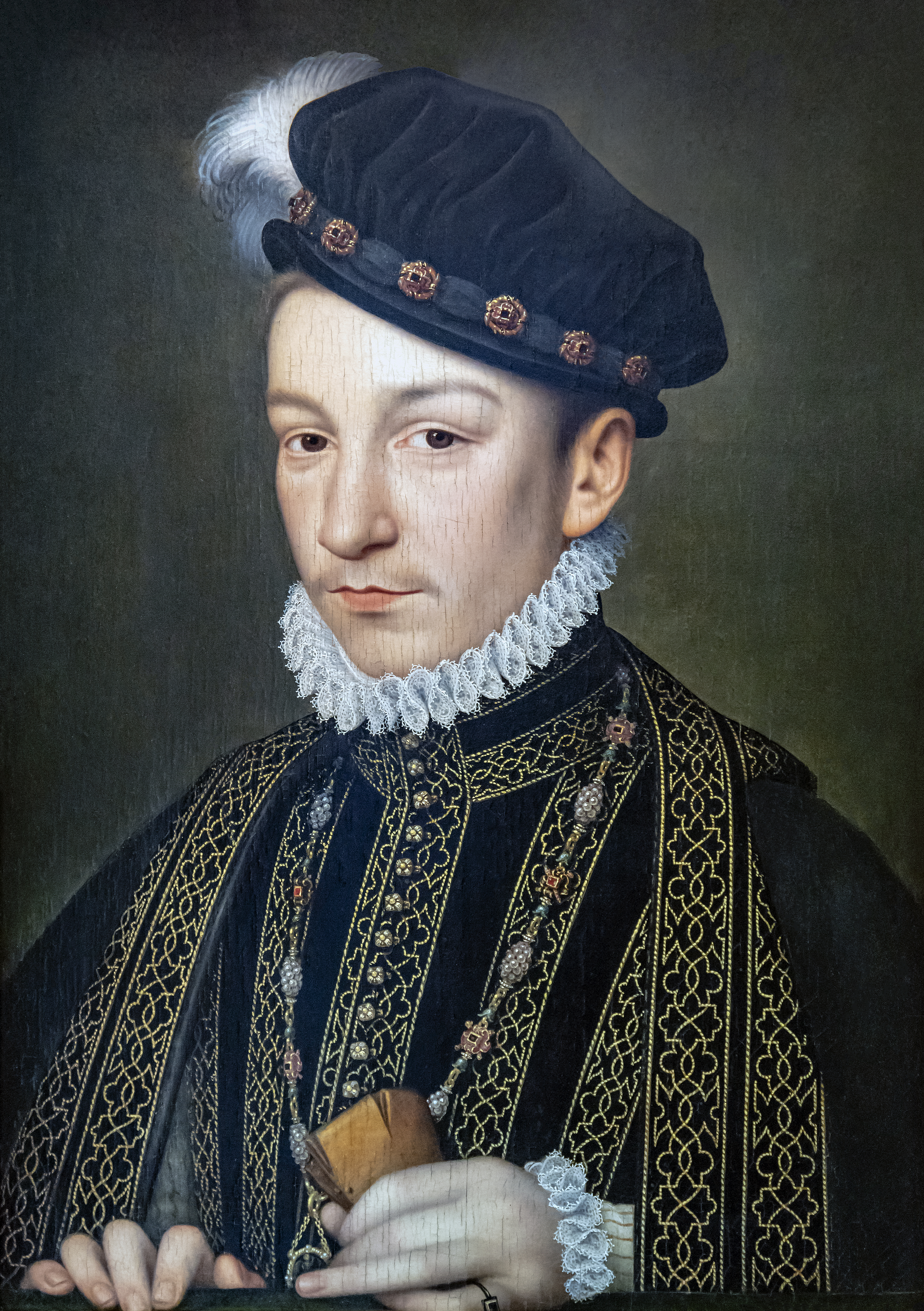
シャルル9世

アンボワーズ勅令は全ての関係者にとって不満足なものであり、とりわけギーズ一派は異端との危険な妥協であると見なして反対した。それにもかかわらず、王家は両派の和合はイングランドに占領されているル・アーヴルの奪回のために必要であると考えていた。7月にイングランドを追い出すことに成功し、翌月シャルル9世は成人を宣言、カトリーヌ・ド・メディシスの摂政は終わった。しかしカトリーヌはなおも政治を主導し続け、1564年から1566年にかけて彼女は息子の国内巡幸に同行して国王の権威の再興を図っている。巡幸の最中の1565年2月、カトリーヌはスペイン王首席顧問アルバ公とバイヨンヌで会談を持った。会談の内容は不明だが（スペインがプロテスタント礼拝禁止を迫ったともされる）、熱烈なカトリックであるスペイン王フェリペ2世の使者との会談はユグノーたちに警戒される。
フランドルでの聖像破壊の報告を受けたシャルル9世が、この地のカトリックへの支援を行ったことが、ユグノーたちに危機感を起こさせた。スペイン軍がフランドルでのプロテスタントの反乱を鎮圧するためフランス領を通過し、その警戒のために国王が軍備を増強させたこともまた、ユグノーを恐れさせ、政治的不満が増大した。1567年9月にプロテスタント軍はシャルル9世を誘拐して自陣営に取り込もうと謀ったが失敗（モーの奇襲）、続いてラ・ロシェルなどのいくつもの都市がユグノー側に就くことを宣言した。ニームではカトリックは聖職者も平民も虐殺され、この事件はミチェラード（Michelade）と呼ばれている。
この事件が第2次戦争を引き起こした。主な戦闘はサン＝ドニの戦い（1567年11月10日）で、国王軍が勝利したものの司令官アンヌ・ド・モンモランシーが戦死している。その後、ユグノーはオルレアンとブロワを攻略してパリに迫る。1568年3月にロンジュモーの和議が結ばれ、プロテスタントに対して信仰の自由と権利が与えられた。

### 第3次戦争（1568年 - 1570年）

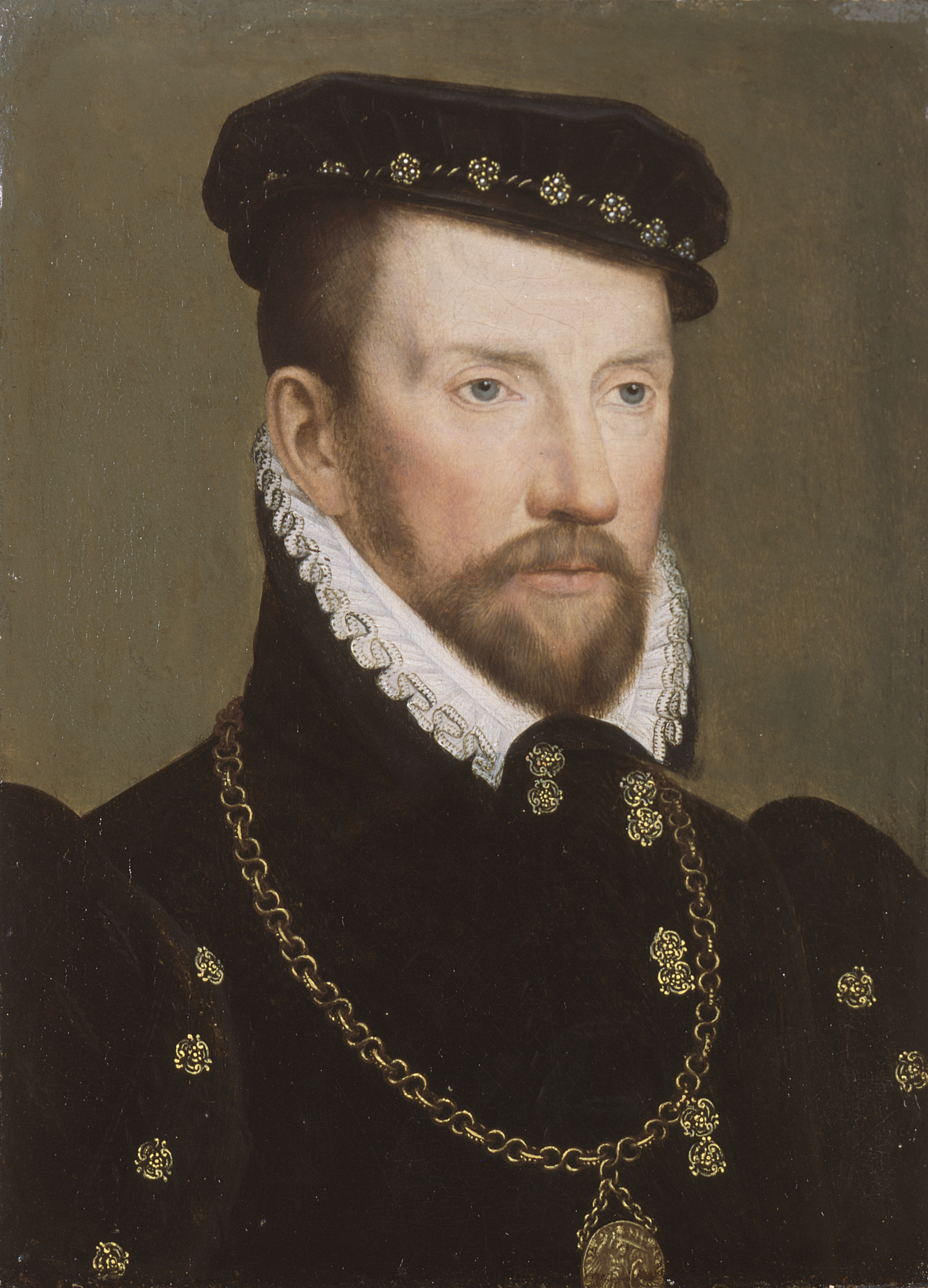
コリニー提督

1568年夏、この和平に反抗するようにカトリックが各地でユグノーの迫害を始め、ユグノーもこれに報復してカトリックを虐殺した。王太后カトリーヌ・ド・メディシスは協調派の大法官ミシェル・ド・ロピタルを罷免し、政情はカトリック優勢へ傾いた。身の危険を感じたコンデ公ルイとコリニー提督らユグノー指導者たちは宮廷を脱出したが、彼らの部下の多くが殺害された。9月、サン・モール勅令が出され、ユグノーの礼拝の自由は再び禁じられてしまった。11月、ネーデルラント反乱軍の指導者オラニエ公ウィレムがプロテスタントを支援するために軍を率いてフランスへ侵攻する。だが、彼の軍隊は給与を十分に支払われておらず、このため国王が資金と通行の安全を申し出ると撤退してしまった。
それにもかかわらず、ユグノーはコンデ公ルイを司令官とし、フランス南西部の軍勢とドイツからのプロテスタント民兵（プファルツ＝ツヴァイブリュッケン公ヴォルフガング率いる1万4千の傭兵部隊を含む）の助けを受けて強力な軍隊を編成した。傭兵部隊はコンデ公ルイの戦死後もユグノーに雇用され続けており、このためにユグノーはナバラ女王ジャンヌ・ダルブレの王冠の宝石を担保にイングランドから借金をしている。ユグノーの軍資金の多くはイングランド女王エリザベス1世から提供されたもので、これは彼女の腹心フランシス・ウォルシンガムの影響力によるものと考えられている。カトリック軍は王弟アンジュー公アンリが司令官となり、スペイン、教皇領、トスカーナ大公国の援軍を得ていた。
ユグノー軍はラ・ロシェル防衛のためにポワトゥーとサントンジュ地方の幾つかの都市を包囲し、それからアングレームとコニャックを攻めた。1569年3月16日のジャルナックの戦いでユグノーの司令官コンデ公ルイが戦死し、狂喜したアンジュー公アンリはコンデ公の死体をロバにつないで引きずり回している。 
ユグノーはコンデ公の15歳の息子アンリを名目上の司令官としてコリニー提督が指揮を執ることになり、また国王の権威に対抗するためにナバラ女王ジャンヌ・ダルブレの16歳の息子アンリ・ド・ベアルンを指導者とした。
ユグノーはラロシュ＝ラベイユの戦い（1569年6月25日）に勝利したもののポワチエを奪取することはできず、モンコントゥールの戦い（1569年10月30日）で国王軍に大敗を喫してしまう。コリニーと彼の軍隊は南西部へ後退してモンゴムリ伯ガブリエル・ド・ロルジュと合流し再編を行い、1570年春にトゥールーズを掠奪して南部への連絡路を切断、そしてローヌ渓谷を進軍し、パリから200kmのラ・シャリテ・シュルラ・ロワールに達した 。戦争によって王家の負債は激増しており、シャルル9世が平和的解決を望んだため、1570年8月8日にサン・ジェルマン和議が結ばれ、再びユグノーに対する譲歩がなされた。

## サン・バルテルミの虐殺（1572年 - 1573年）

### サン・バルテルミの虐殺

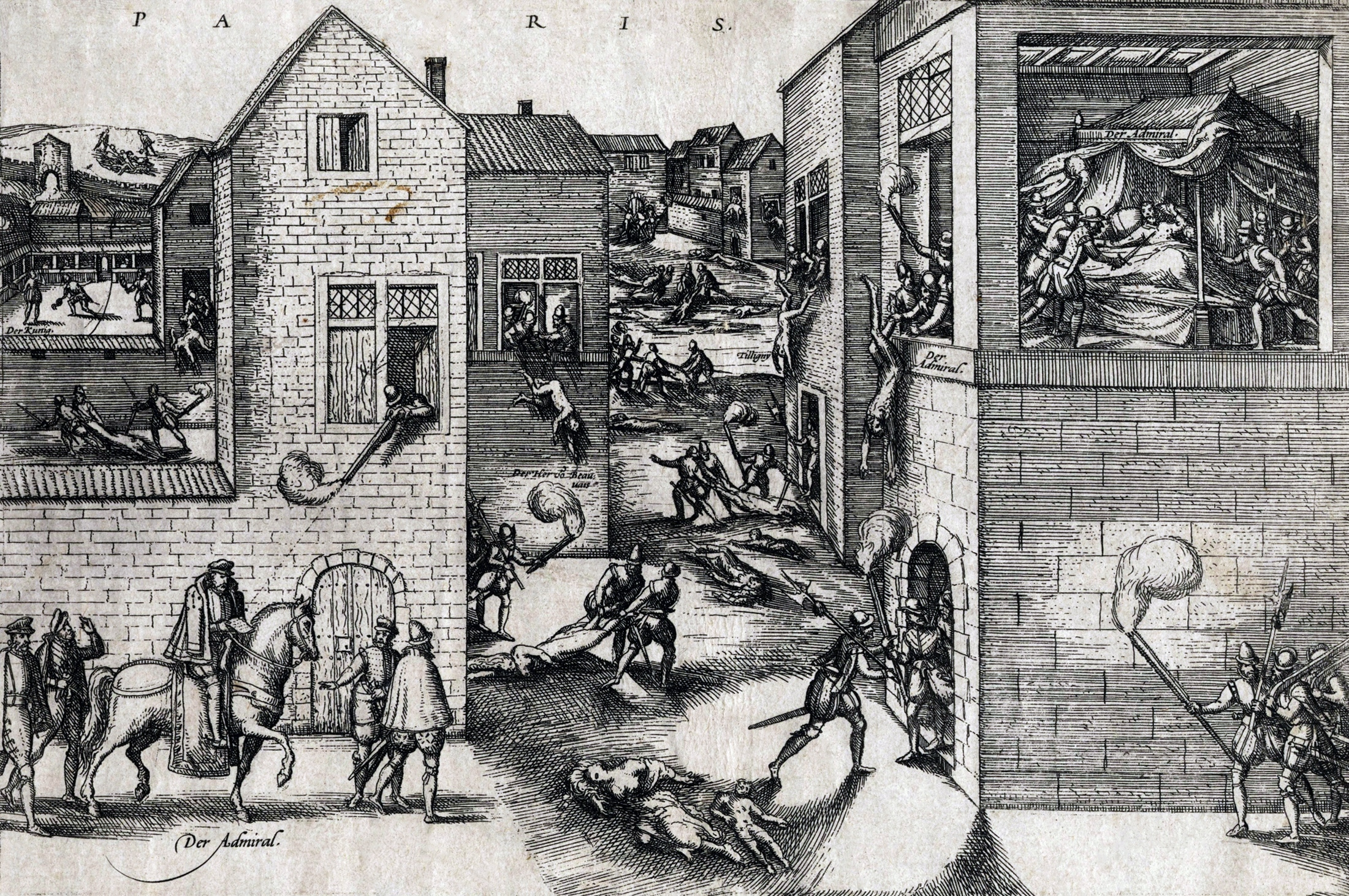
コリニー提督暗殺を描いた民間版画

この当てにならない和平にもかかわらず、ルーアン、オランジュ、パリなどの都市ではカトリックの群衆によるユグノー虐殺が続いていた。宮廷の事情は更に複雑で、シャルル9世がユグノーたち、とりわけコリニー提督と結びつき始めた。一方、王太后カトリーヌはコリニー提督とその支持者たちの権勢の拡大を食い止められないこと、特にコリニー提督がイングランドやネーデルラント反乱軍との同盟を主張していたことが明らかになると、次第に脅威を感じ始める。

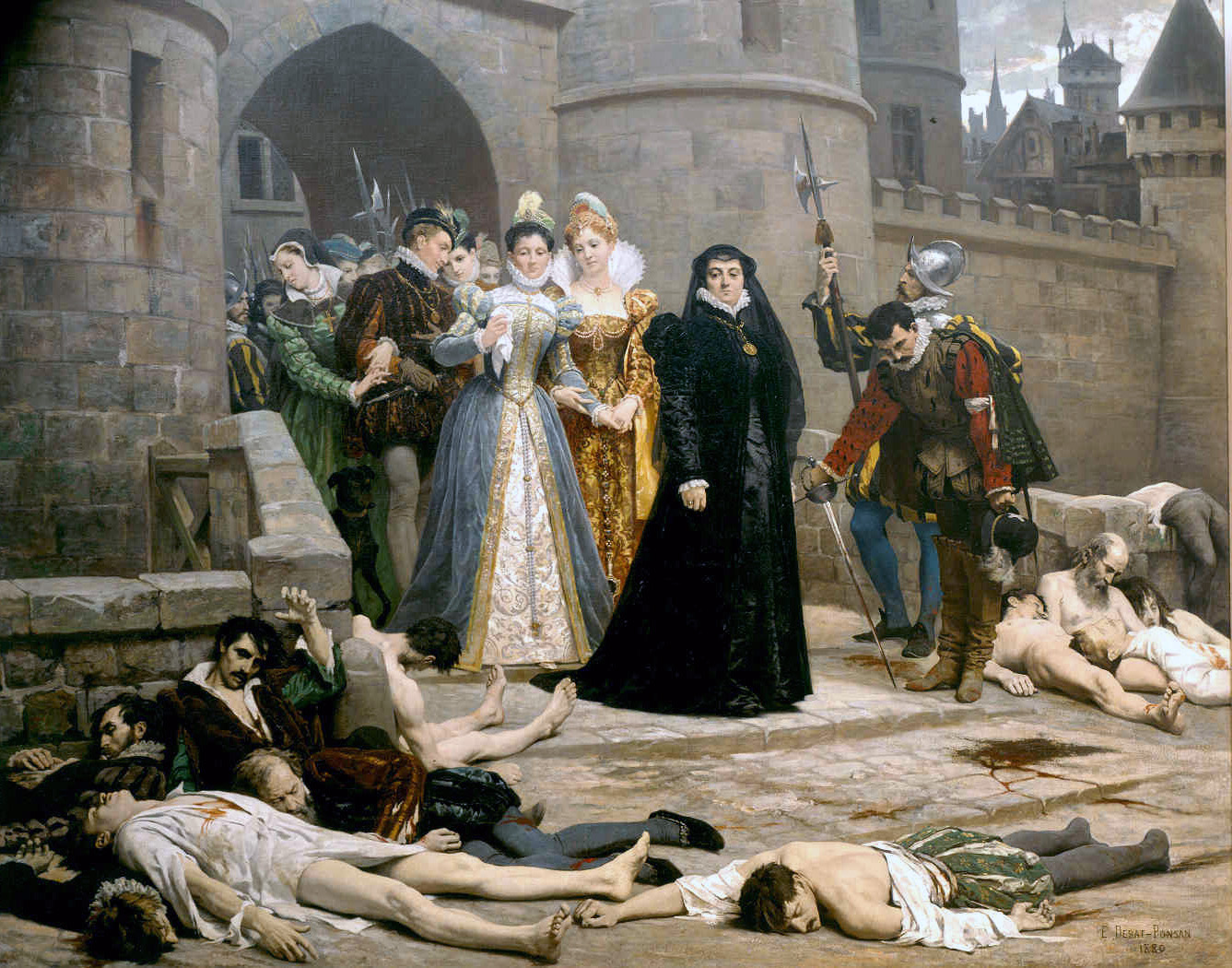
虐殺跡を視察するカトリーヌ・ド・メディシス

1572年8月18日、コリニー提督やその他のカルヴァン派貴族たちが王女マルグリットとプロテスタントのナバラ王アンリ（同年6月の母の死により王位を継承）の結婚式に参列するためパリにやって来た。8月22日、通りの窓からコリニー提督を狙撃する暗殺未遂事件が起こる。歴史家の間では暗殺者がシャルル・ド・ルビエであることは定説になっているものの、暗殺の指示者は明らかになっていない（カトリーヌが指示したとの広く知られる説は当てにならない）。
ユグノーによる報復クーデターを恐れたギーズ公アンリとその一派は行動を起こし、8月24日早朝に従者とともに宿屋にいたコリニー提督を襲撃して殺害した。コリニー提督の死体は窓外へ投げ出され、その後、死体はパリ市民によって無残に切り刻まれ、切断されて、群衆の中を引き回された末に川に投げ込まれ、絞首台に釣り上げられた後に焼かれた。その後5日間にわたって大規模な虐殺が行われ、カルヴァン派は男も、女もそして子供までも殺され、彼らの家々は略奪された。これらの蛮行に王の許可はなく、予測もされないことだった。5週間にわたり、十数の都市で無秩序が広まった。結局、パリではおよそ2000人のユグノーが虐殺され、地方ではおそらく1万人が犠牲となった。ナバラ王アンリと従弟コンデ公アンリは、カトリックへの改宗に応じたことで辛うじて死を免れた。
スペイン王フェリペ2世とローマ教皇グレゴリウス13世はこの結果に対する満足の意を表明したが、ヨーロッパ中のプロテスタントたちには恐怖と憤慨を引き起こしている。フランスではユグノーたちが恐慌状態になり、カトリックへ改宗する者が続出し、一部は国外に亡命して、王家に対抗するユグノーの力が酷く弱まってしまった。
一方で、残ったプロテスタントはより過激になり、君主を選ぶ権利は人民にあり、君主が暴政を行うならば追放することができるとする「暴君放伐論」が唱えられた。また、法曹家を中心とした穏健なカトリック教徒たちはカトリック過激派の暴走を危惧し、王国の分裂を防ぐためにカトリックとプロテスタントとの融和とより強い王権の確立を主張するようになり、彼らはポリティーク派と呼ばれた。

### 第4次戦争（1572年 - 1573年）

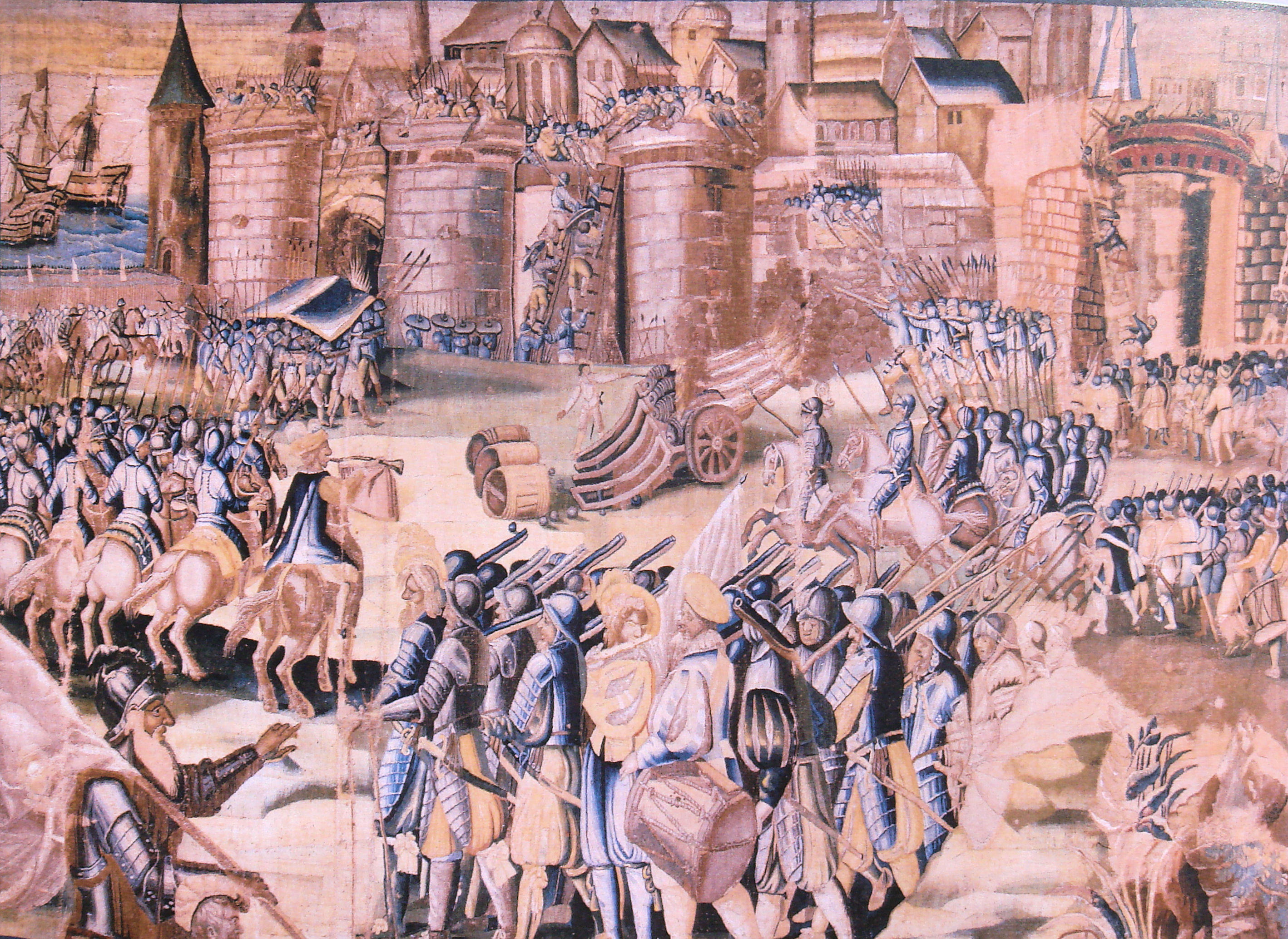
ラ・ロシェル包囲戦

虐殺はさらなる軍事行動を引き起こし、カトリック軍はアンリ・ド・モンモランシーの軍がソミエールを、アンジュー公アンリの軍がサンセールとラ・ロシェルを包囲した。1573年5月にアンジュー公アンリがポーランド王に選出され、ポーランド議会代表の介入によりラ・ロシェルの包囲は解かれ、7月にブローニュ勅令が発せられると戦闘は終結した。
ブローニュ勅令は以前ユグノーに与えられた権利を縮小したもので、全てのユグノーに過去の行動の赦免と信仰の自由が与えられたが、礼拝はラ・ロシェル、モントーバン、ニームの3都市でのみ許され、しかも住居内のみであった。上級裁判権を持つプロテスタント貴族は結婚式と洗礼式を挙げることが許されたものの、家族以外の参列は10名に制限されている。

## カトリック同盟の台頭（1574年 - 1580年）

### シャルル9世の死と第5次戦争（1574年 - 1576年）

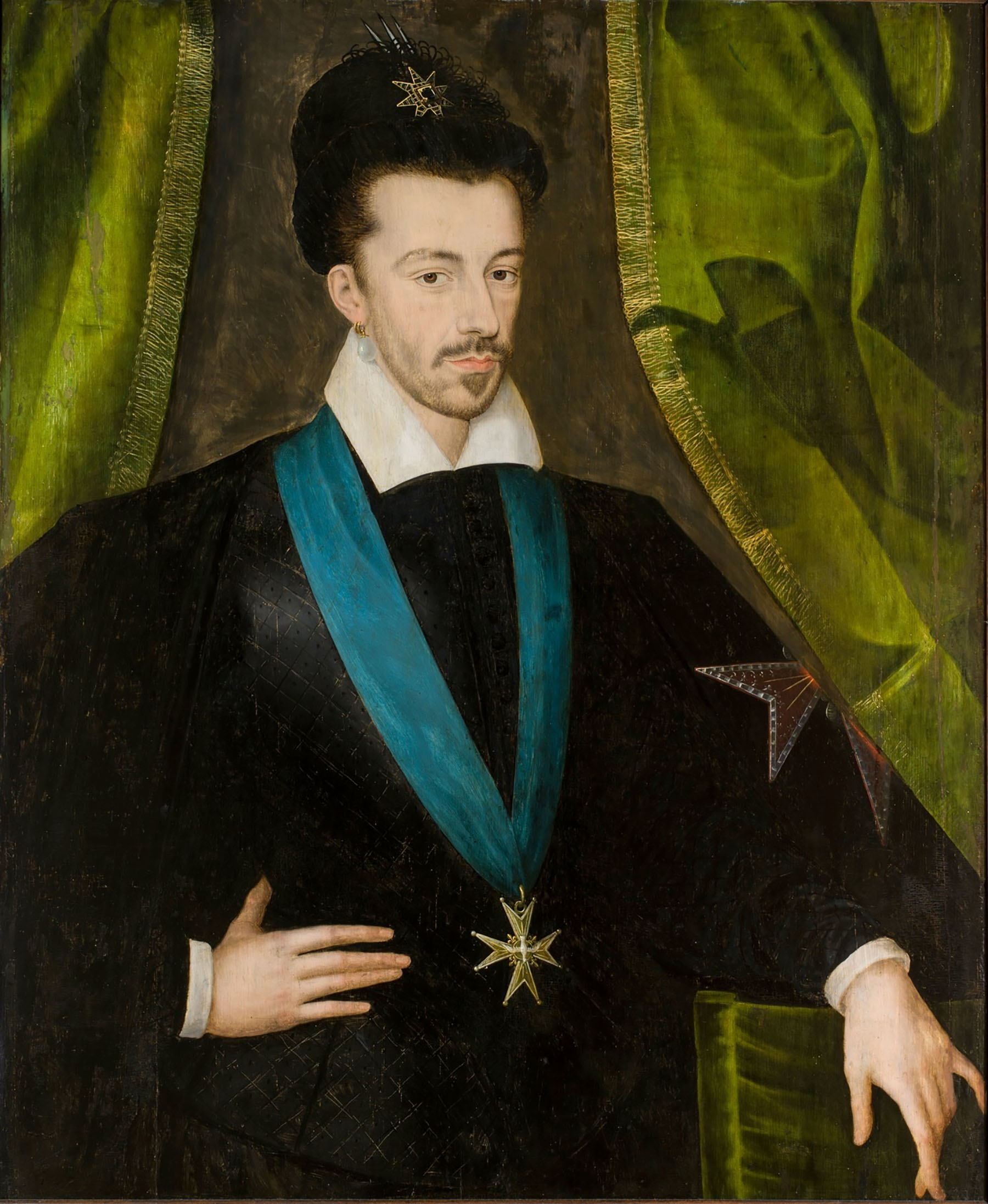
アンリ3世

アンジュー公アンリが不在の間、シャルル9世と末弟アランソン公フランソワが諍いを始め、多くのユグノーが保護と支持を求めてアランソン公フランソワ周辺に集うようになった。1574年2月にサン・ジェルマンでクーデター未遂事件が起きたが、申し立てによればその目的はサン・バルテルミの虐殺以降宮廷に捕らえられているナバラ王アンリとコンデ公アンリの救出であった。同時にバス＝ノルマンディー、ポワトーそしてローヌ渓谷などでユグノーが蜂起し、戦争を再燃させた。
アンジュー公アンリがポーランド王に即位した3ヶ月後の1574年5月、シャルル9世が死去した。王太后カトリーヌはアンリが帰国するまで摂政に就任すると宣言する。アンリは秘密裏にポーランドを去り、ヴェネツィア経由でフランスに帰国した。帰国した彼はラングドック地方総督モンモランシー＝ダンヴィルの裏切り（1574年11月）に直面することになった。不満派（ポリティーク派）のダンヴィルは南フランスのユグノーと結託して王家に背いてしまった。
1575年2月に彼はランスでアンリ3世として即位し、ギーズ家の同族であるルイーズ・ド・ロレーヌ＝ヴォーデモンと結婚した。国王は4月には交渉を模索していた 。だが、9月に末弟アランソン公フランソワが宮廷から逃亡して、不満派の頭目になる。更にプファルツ＝ツヴァイブリュッケン公ヨハンがシャンパーニュに侵攻したことからも、国王に敵対する連合軍の勢力が圧倒的になる可能性が俄然増してきた。国王は慌ててアランソン公との7カ月の休戦協定を交渉し、ツヴァイブリュッケン公の軍にはライン川東岸に留まることを条件に50万リーブルの支払いを約束したが、いずれも和平を確実にするものではなかった。
1576年の始めにナバラ王アンリとコンデ公アンリがパリからの脱出に成功し、先の改宗を否認してプロテスタントに復帰する。3月、国王はアランソン公フランソワとユグノーの条件を受け入れることを強いられ、「王弟殿下の和議」（paix de Monsieur）と呼ばれるボーリュー勅令を出した。勅令ではパリ城壁内以外の全ての場所でのプロテスタントの公的礼拝が認められ、更にユグノーに安全保障都市が8箇所与えられた。

### カトリック同盟と第6次戦争（1576年 - 1577年）

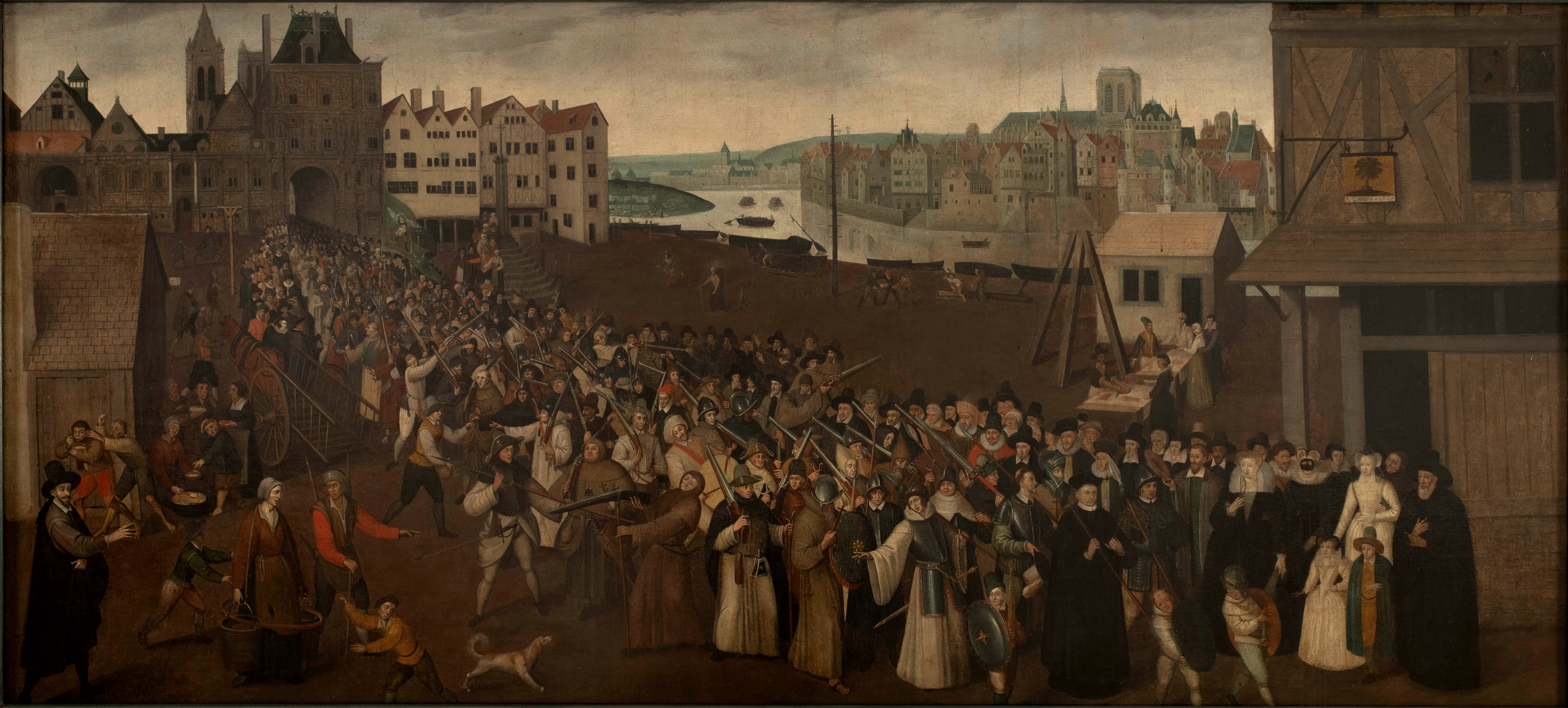
パリでのカトリック同盟の武装行進。1590年。カルナヴァレ博物館蔵

ボーリュー勅令はカルヴァン派に対して多くの譲歩をしていたものの、これに反対すべくカトリック過激派のギーズ公アンリがカトリック同盟を結成したため、短命に終わってしまった。ギーズ家は長きにわたりカトリックの守護者と見なされており、ギーズ公アンリとその親族（マイエンヌ公シャルル、オマール公シャルル、エルブフ公シャルル、メルクール公フィリップ・エマニュエル、ロレーヌ公シャルル3世）が同盟に忠誠を誓う広大な地域を支配していた。同盟はまた都市中間層に多くの支持者を持っていた。
1576年のブロワ三部会は事態の解決ができず、12月にはポワトゥーとギュイエンヌのユグノーが武装蜂起する。ギーズ一派がスペイン王家からの確固とした支援を受けていた一方で、ユグノーにも南西部に強固な地盤を持つ強みがあった。彼らはまた国外のプロテスタント諸国からの支援を受けていたものの、実際にはイングランドやドイツ諸邦は少数の軍隊を送ったにすぎない。
今回の戦争では王弟アンジュー公（元アランソン公）フランソワ、ダンヴィルら不満派はカトリック同盟に与しており、戦況はユグノー側に不利であった。結局、アンリ3世とユグノーはボーリュー勅令でなされた譲歩の多くを撤回するベルジュラック協定を結び、6日後にこれを確認するポワティエ勅令を発した。

### 第7次戦争（1579年 - 1580年）とアンジュー公の死（1584年）
王弟アンジュー公フランソワとその支持者たちはネーデルラントの反乱に介入して戦争を行い、宮廷に混乱を生み出し続けていた（アンジュー公フランソワはネーデルラント北部諸州連合の君主の地位を提案されていた）。一方、地方の情勢はカトリックとプロテスタントが自衛のために武装して無秩序に陥っていた。

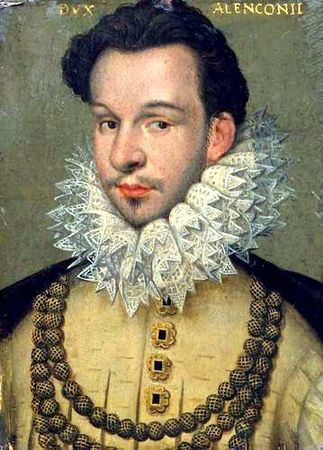
アンジュー公フランソワ

1579年11月、コンデ公アンリがラ・フェールを襲撃し、新たな戦争が始まった。「恋人たちの戦争」（guerre des Amoureux）と呼ばれるこの戦争は、1580年11月にアンジュー公フランソワとの交渉によりル・フルクスの和議が結ばれて終結している。
この脆い妥協は、1584年6月に国王の末弟で推定相続人のアンジュー公フランソワが死去したことにより終わった。アンリ3世には世継ぎがなく、サリカ法に基づく次の王位継承者はルイ9世の血を引くナバラ王アンリとなるが、彼は従弟のコンデ公アンリとともに教皇シクストゥス5世から破門された身であった。ナバラ王アンリがプロテスタント信仰を捨てないと明らかになると、12月にギーズ公アンリはカトリック同盟の代表としてスペイン王フェリペ2世とジョアンヴィル条約を結んだ。フェリペ2世はフランスの内乱を続けさせ、カルヴァン派を壊滅させる目的で、10年間カトリック同盟に莫大な援助を提供することになる。

## 三アンリの戦い（1585年 - 1588年）

### バリケードの日

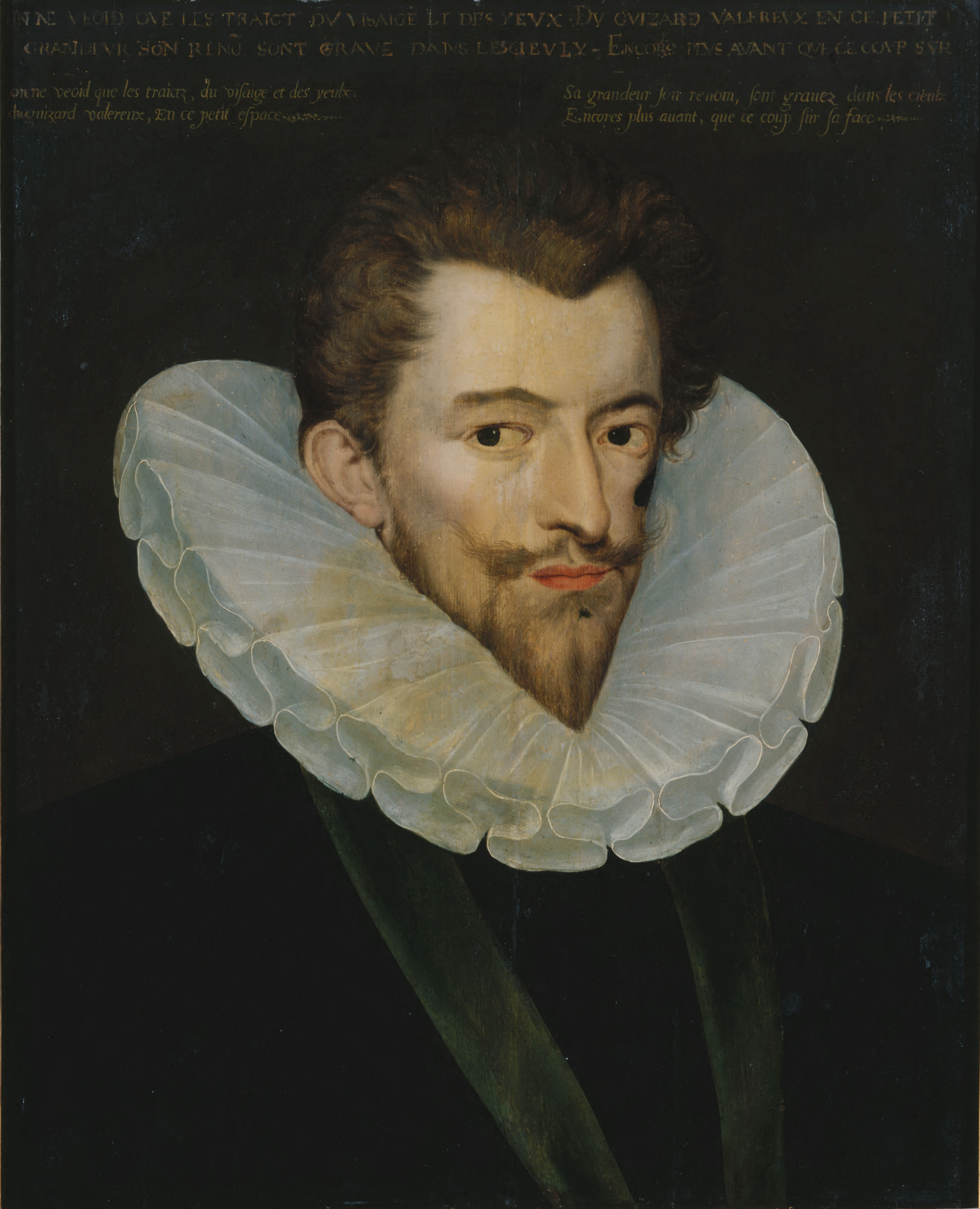
ギーズ公アンリ

1585年3月にギーズ公が北フランスの諸都市を占領して第8次戦争が始まった。
ギーズ家の圧力の下で、1585年7月にアンリ3世は渋々ながらヌムール勅令を発し、プロテスタントの礼拝禁止と改宗に応じない者の国外追放を強いる弾圧政策と、ナバラ王アンリの王位継承権無効を宣言した。教皇シクストゥス5世もこれに応じて、ナバラ王アンリのナバラ王位とフランス王位継承権の剥奪を宣言する。
当初、国王はカトリック同盟の指導者を取り込んで交渉による解決に持ち込もうと図っていた。だが、この動きはユグノーを破産させてその財産を国王と分割しようと望んでいたギーズ家にはひどく嫌われた。状況は悪化して、再びユグノーとの戦闘状態に突入してしまう。ナバラ王アンリはドイツ諸邦やイングランド王エリザベス1世からの援助を求め、また不満派や穏健派カトリック（ポリティーク派）と手を結ぶ。1587年10月20日のクートラの戦いでナバラ王アンリはカトリック軍に大勝した。
一方、強硬派カトリックの16区総代会の影響の下、パリ市民はアンリ3世自身と彼がユグノーを撃破できないことに不満だった。1588年5月12日、アンリ3世がギーズ公の命を狙っていると疑ったパリ市民が、ギーズ公を守るために通りにバリケードを組んで蜂起し、恐れたアンリ3世は逃亡してしまう（バリケードの日）。16区総代会が市政を掌握し、ギーズ公が市への補給路を確保した。王太后カトリーヌが仲介して統一勅令が出され、国王はヌムール勅令の再確認、ナバラ王の叔父ブルボン枢機卿（ギーズ派）を王位継承者に承認、ギーズ公の国王総代官任命といったカトリック同盟の要求をほとんど全部飲まされた。

### ブロワ三部会とギーズ公暗殺（1588年）

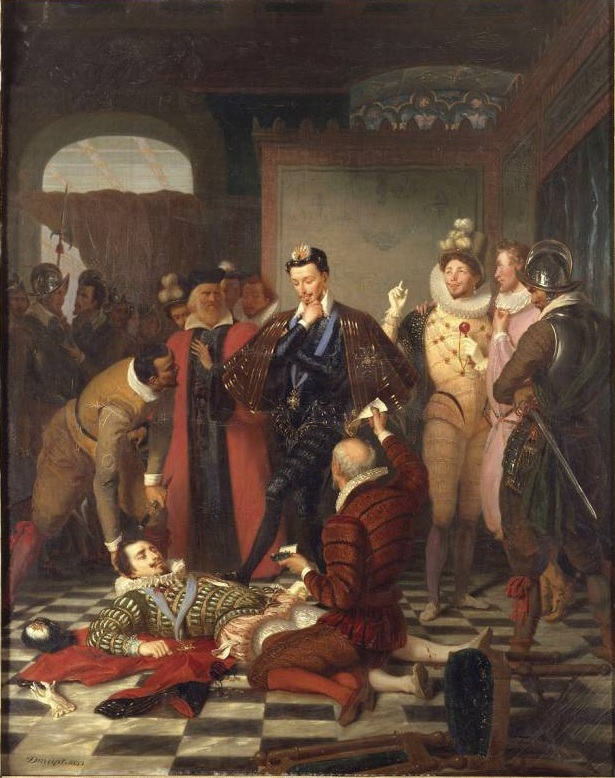
ギーズ公暗殺

パリへ帰還することを拒んだアンリ3世は、1588年9月にブロワで三部会を招集した。三部会の間、アンリ3世は平民部会の議員たちがカトリック同盟に操られていると疑うようになり、更に10月に起こったサヴォイア公カルロ・エマヌエーレ1世によるサルッツォ侵攻はギーズ公による手引きによるものと確信する。ギーズ家が王権に対する脅威であると考えたアンリ3世は、先手を打つことを決意した。12月23日、ギーズ公と弟のギーズ枢機卿は国王衛兵隊が仕掛けた罠にかかった。その日、ギーズ公はブロワ城に到着し、弟の枢機卿が待つ会議室に入る。彼は国王室の隣の書斎で国王が会見を望んでいると告げられた。そこで衛兵がギーズ公に掴みかかり、心臓を刺して殺し、他の衛兵がギーズ枢機卿を逮捕した。ギーズ枢機卿は連行中に矛で突き殺されている。昂奮したアンリ3世は病床にあった母カトリーヌの部屋に駆け込み「私だけがフランスの王になった。私がパリの王を殺した」と語ったという。
もはや王権に対抗する者はいないと信じたアンリ3世は、ギーズ公の息子シャルルを投獄してしまう。この混乱の最中の1589年1月5日、病床にあった王太后カトリーヌが70歳で息をひきとった。
だが、カトリックの守護者と見られていたギーズ公アンリのフランス国内での人気は非常に高く、カトリック同盟はアンリ3世に対する宣戦を布告する。アンリ3世はユグノーの盟主であるナバラ王アンリの軍に加わってカトリック同盟に戦いを仕掛け、これに対してパリ高等法院が国王の有罪を申し立てた。

### アンリ3世の暗殺（1589年）

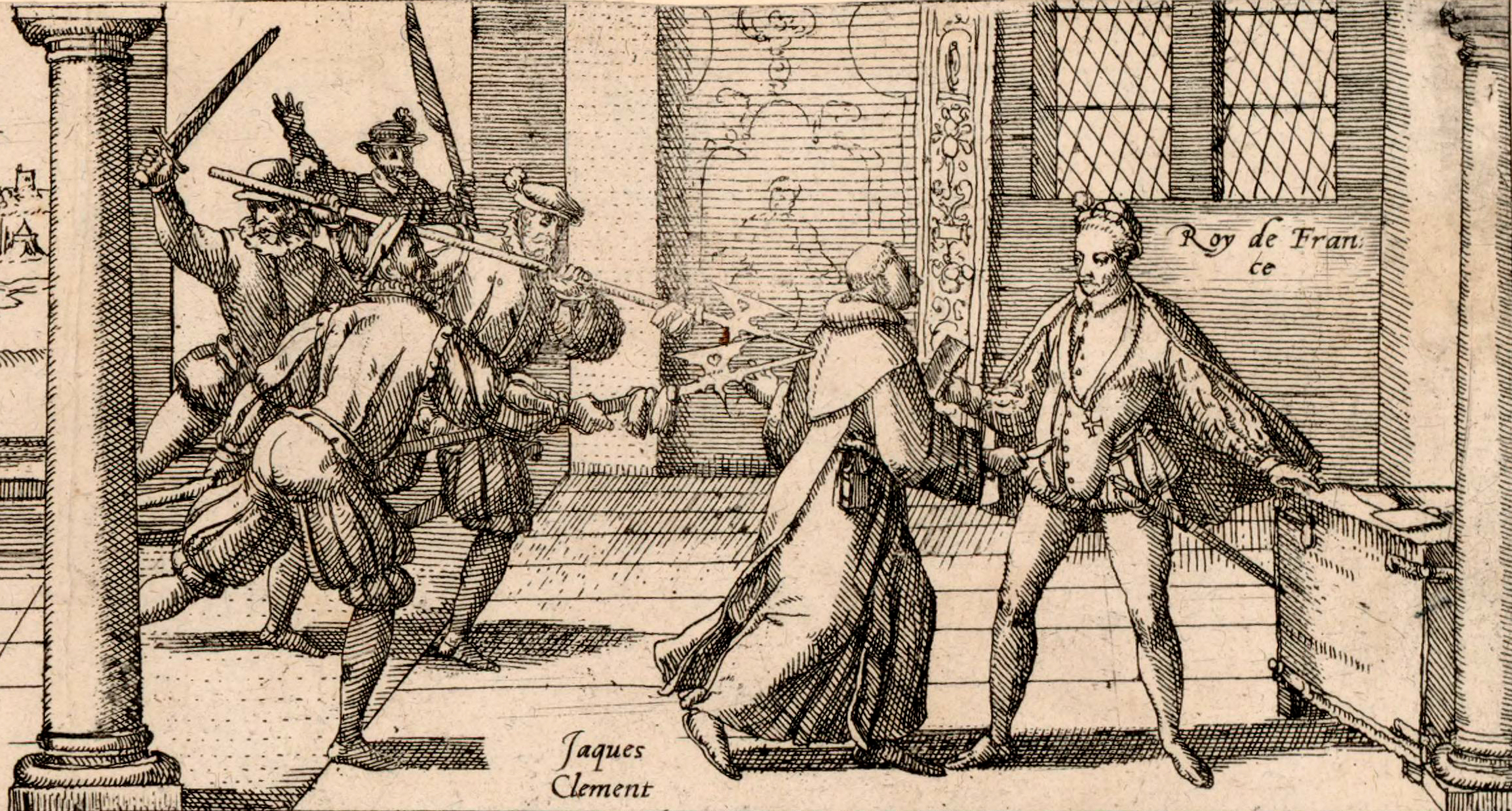
アンリ3世の暗殺

ギーズ公亡き後、弟のマイエンヌ公シャルルがカトリック同盟の新たな首領になった。同盟は様々な偽名を使って国王を中傷するパンフレットを発行し始め、パリ大学はアンリ3世を退けることは必要であり、正義であると宣言する。これにより多くの市民にとって王殺しに対する道義的障害がなくなった。
1589年8月1日、ユグノー軍とともにパリを攻撃すべくサン＝クルーに滞在していたアンリ3世は、ドミニコ会修道士ジャック・クレマンとの謁見中に襲われ、ナイフで脾臓を突き刺された。クレマンはその場で殺され、何者かの指示があったか否かは語らなかった。アンリ3世は死の床へナバラ王アンリを呼び、国政運営のためにカトリックへ改宗するよう懇願し、もしもこれを拒否すれば酷い戦争が続くだろうと訴えかけた。サリカ法に則り、アンリ3世はナバラ王アンリを王位継承者に指名する。翌日未明にアンリ3世が死去し、ヴァロワ朝は断絶した。

## アンリ4世の王国平定（1589年 - 1593年）

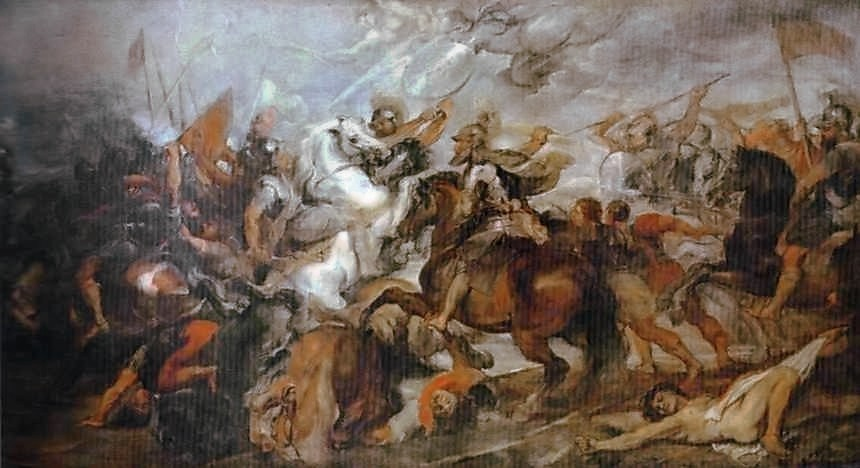
イヴリーの戦い

1589年時点で、新たにフランス国王に即位したアンリ4世は南部と西部を確保し、カトリック同盟は北部と東部を支配していた。カトリック同盟の主導権はギーズ家一門のマイエンヌ公シャルルに委ねられた。カトリック同盟はブルボン枢機卿を「シャルル10世」として国王に擁立し、マイエンヌ公は王国総代官に任命されている。カトリック同盟はノルマンディー地方のほとんどを支配していた。だが、9月のアルクの戦いでアンリ4世はマイエンヌ公に大勝を収め、国王軍は冬季に町々を攻略してノルマンディーを掃討した。
アンリ4世はフランス平定のためにはパリを攻略せねばならないと知っていたが、これは容易なことではなかった。プロテスタント化したイングランドにおける聖職者や平信徒に対する残虐行為の話がカトリック同盟によって出版され、またその支持者たちにより広められていた。パリ市民はカルヴァン派の国王を受け入れるよりは死ぬことを覚悟して、戦う準備をしていた。
1590年3月14日のイヴリーの戦いでアンリ4世は再びマイエンヌ公を破った。国王軍はパリを包囲したが、8月末にパルマ公アレッサンドロ率いるスペイン軍が歩兵1万8千と騎兵隊5千をもって来援したため、包囲を解かねばならなかった。1591年11月から1592年3月のルーアン包囲戦も同じ結果になった。

### ブルターニュの戦い
一方、1582年にアンリ3世にブルターニュ総督に任命されたメルクール公フィリップ・エマニュエルはこの地域を独立させようと図っていた。カトリック同盟の指導者の一人であるメルクール公は、かつてのブルターニュ公の子孫であり、かつブロワ＝ブロスの相続人であった妻マリー・ド・リュクサンブールの世襲権を使い、ブルターニュ公領とパンティエーヴル公領の所有権を主張し、ナントに政府を樹立する。息子を「ブルターニュ公爵かつ王子」であると宣言して、彼はスペイン王フェリペ2世と同盟した。フェリペ2世は王女イサベル・クララ・エウヘニアをブルターニュ女王にしようとしていた。スペインの助けを受けたメルクール公は1592年にモンパンシエ公アンリ率いる国王軍をクラン (Craon) で破った。だが、イングランド軍の増援を受けた国王軍はすぐに優勢をとり戻している。

## 平和へ向けて（1593年 - 1598年）

### 改宗

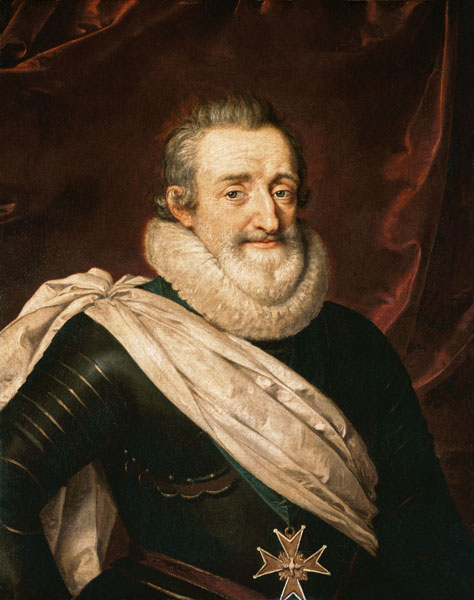
アンリ4世

1590年5月にカトリック同盟が擁立したシャルル10世（ブルボン枢機卿）が死去した。1593年にマイエンヌ公は国王選出のための全国三部会を招集するが、無論アンリ4世はこれを妨害し、カトリック同盟のみが参加した。スペイン王フェリペ2世は王女イサベル・クララ・エウヘニアをフランス国王に送り込もうと企てるが、パリ高等法院がこれに反対してカトリック同盟の足並みが乱れた。
1590年から1592年の一連の戦役にもかかわらず、アンリ4世は「パリを取るには程遠かった」。アンリ4世は根強いカトリックのパリ市民がプロテスタントの国王を受け入れる見込みはないと悟った。彼は1593年7月の寵妃ガブリエル・デストレへの手紙で「とんぼ返りを打とう」と書いている。それから程ない7月25日、アンリ4世はサン＝ドニ教会でカトリックに改宗した。巷間知られるところによれば「パリはミサをする値打ちがある」（Paris vaut bien une messe）と語ったという。
アンリ4世はカトリック教会に受け入れられ、1594年2月にシャルトル大聖堂において成聖式を行う。本来はランス大聖堂で行わねばならないが、ここは依然としてカトリック同盟の勢力下にあり、アンリ4世の誠意を疑って敵対していたためである。3月22日、アンリ4世は遂にパリに入城し、服従を拒否した120人のカトリック同盟のメンバーはパリから追放された。パリの開城により他の多くの都市も後に続き、ベアルンでのカトリックの復旧と高位官職にはカトリックのみを任命すると定めたトリエント布告の見返りに教皇クレメンス8世がアンリ4世を赦免して破門を取り消すと、残った都市も国王の支持に回った。アンリ4世の改宗はプロテスタント貴族たちを悩ませた。その時まで彼らの多くは妥協ではなく勝利をして、フランス教会の完全な改革を望んでいたからであり、彼らがアンリ4世を受け入れたのはこのような結果のためではなかった。ユグノーはアンリ4世の妥協的な態度を警戒し、1594年と1596年に政治会議を開いて国王へ警告を発している。

### スペインとの戦争とブルターニュ平定（1595年 - 1598年）
1594年の終わりには幾分かのカトリック同盟のメンバーが依然として国中で活動していたが、全てはスペインの援助頼みだった。そのため、アンリ4世は1595年1月にスペインに宣戦布告を行った。これは、カトリックに対してはスペインが宗教をフランス侵略の口実に使っていると示すため、プロテスタントには国王はカトリックに改宗したが決してスペインの傀儡ではないと示すためであった。また一方で、スペインとの戦争により領土を獲得することも望んではいた。戦いは主にカトリック同盟を標的にして、フォンテーヌ＝フランセーズの戦いなどが行われたが、春からスペインが集中攻勢をかけ、4月にカレーとアルドが占領される。1597年3月に国王軍はアミアンを包囲し、9月にこれを降伏させた。これより前の1596年1月にマイエンヌ公は降伏し、他のほとんどの地方もアンリ4世に帰順し、カトリック同盟は瓦解していた。
アミアンを落とすと、アンリ4世の関心はブルターニュへ向き、1598年初めにメルクール公を標的に進軍し、3月20日にアンジェで降伏を受け入れた。その後、メルクール公はハンガリーへ亡命し、彼の相続人である娘はアンリ4世の非嫡出子ヴァンドーム公セザールと結婚している。
アンリ4世はポンポンヌ・ド・ベリエーヴルとブリュラール・ド・シルリーを和平交渉のためスペインへ派遣した。ナント勅令の後の1598年5月にヴェルヴァン条約が結ばれ、戦争は正式に終わった。

## ナント勅令（1598年）

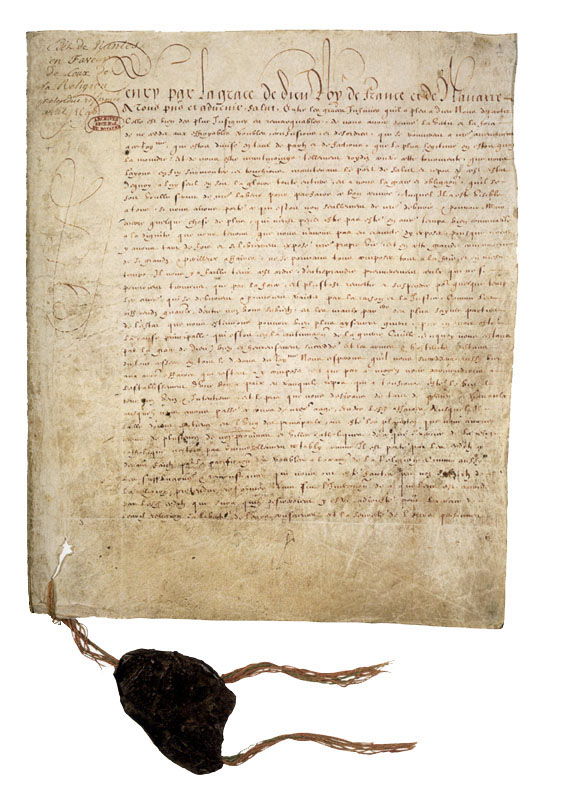
ナント勅令の原本

アンリ4世は、破壊され疲弊しきった王国の再建と、唯一の権威の下で統一をする責務に直面していた。彼と国王顧問シュリー公はこの第一歩として、ナント勅令について話し合った。1598年4月13日、アンリ4世はナント勅令を発し、プロテスタントの信仰の自由を保障し、一定地域に限られていはいたが礼拝を認めた。また、ラ・ロシェルなどの都市を安全保障地とし、政治・軍事の自治権が与えられた。
これは単なる寛容政策の証ではなく、双方の宗派の自由を保障することによって宗派間の怨恨を休戦させる類のものであった。勅令はこの宗教戦争を終わらせる画期であると言われるが、当時の史料にはこれによる明確な成果は確認されていない。実際、アンリ4世は1599年1月にこの勅令を通過させるために高等法院へ自ら訪れねばならなかった。
宗派間の対立はその後何年間も政策に悪影響を及ぼし続け、二度と同様の勅令を出さなかったにもかかわらず、アンリ4世は幾度も生命の危険にさらされ、そして最後に、国王がキリスト教徒としての責務を果たさなかったと信じた一人のカトリックによって、それは成功した。1610年5月14日、アンリ4世は狂信的なカトリック信者フランソワ・ラヴァイヤックに暗殺された。

## 17世紀と18世紀

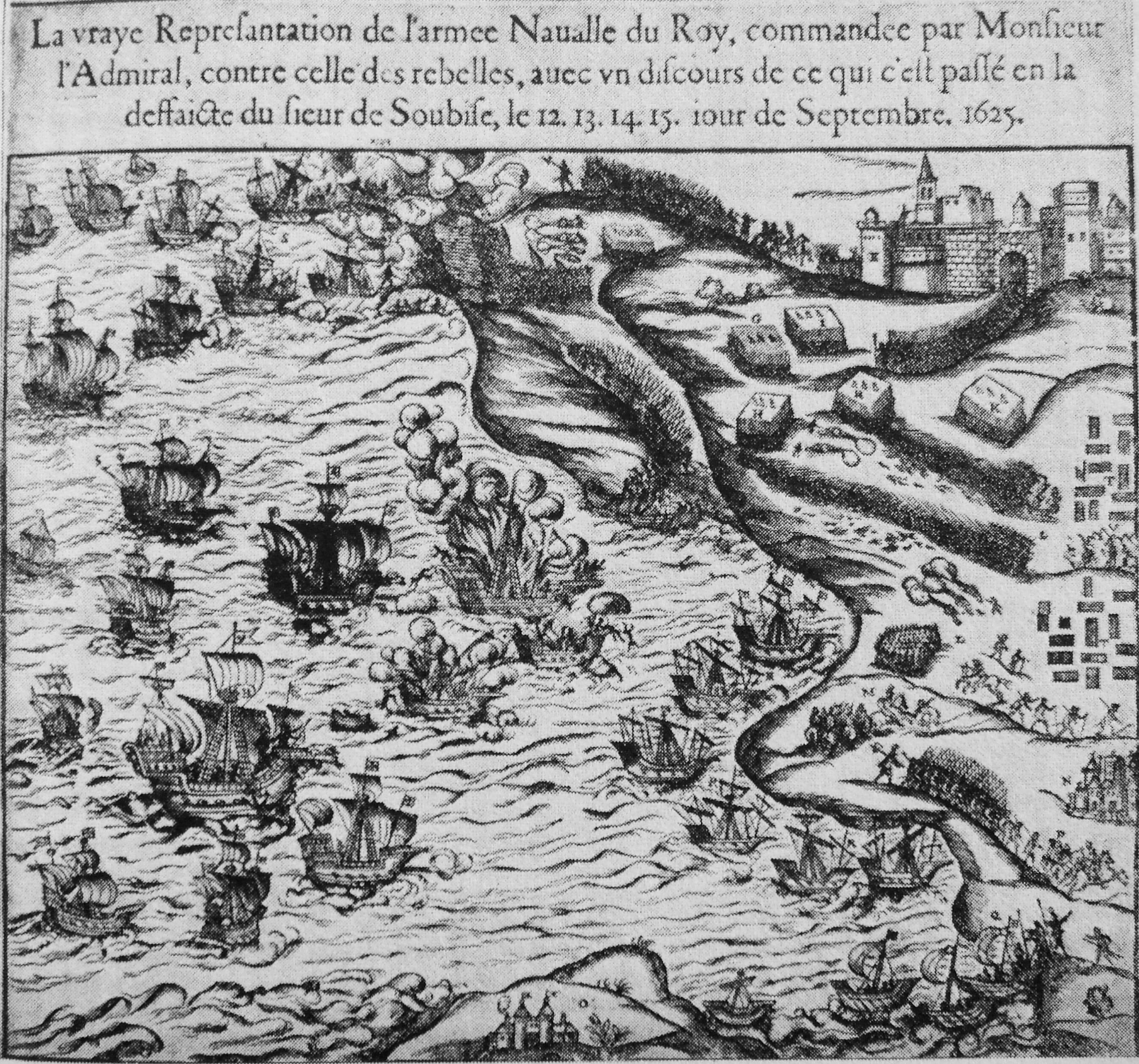
1625年9月のレ島の戦いでフランス艦隊はユグノー側のレ島を奪取した。

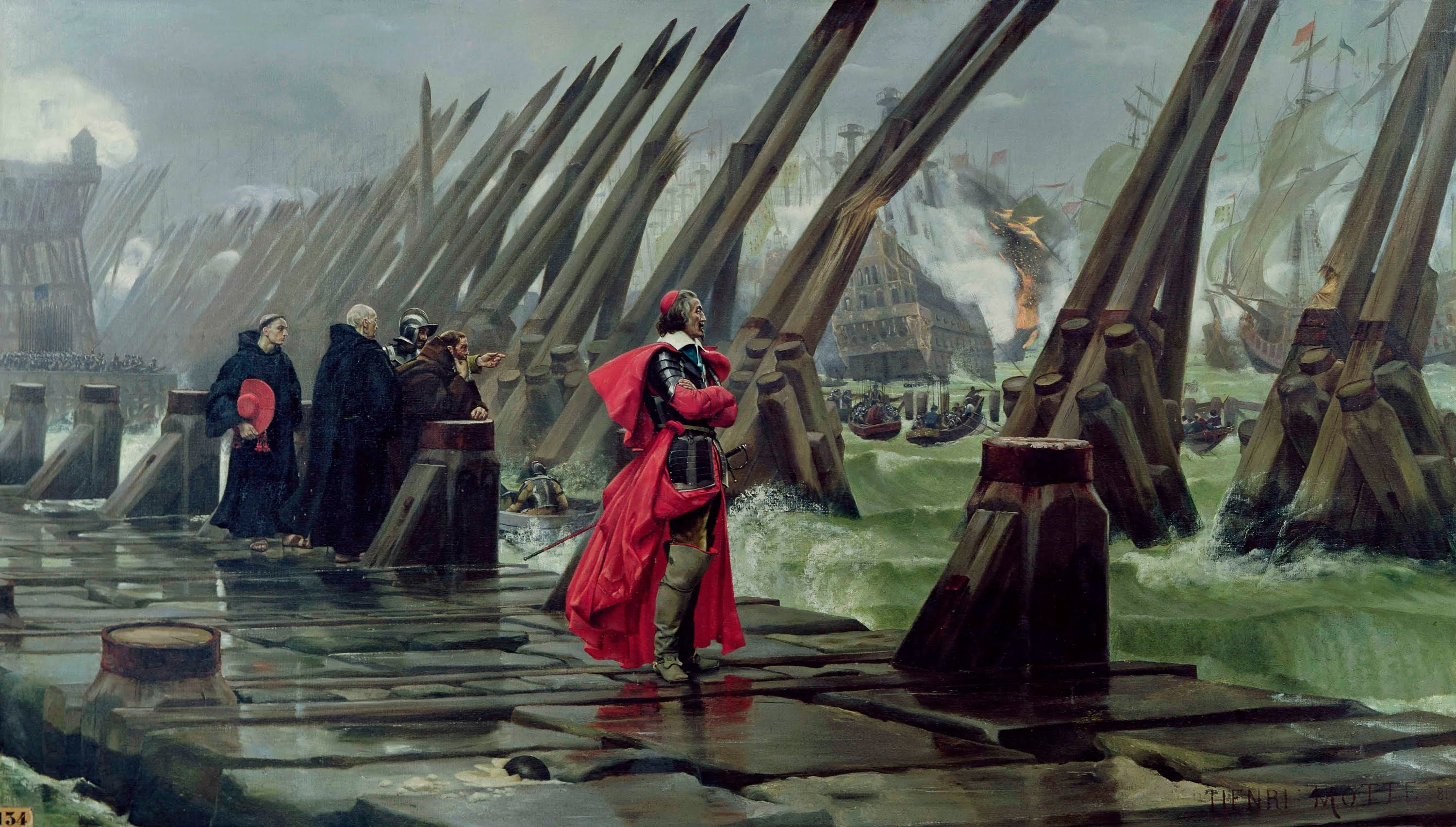
1627年から1628年のラ・ロシェル包囲戦はユグノーの破局であった

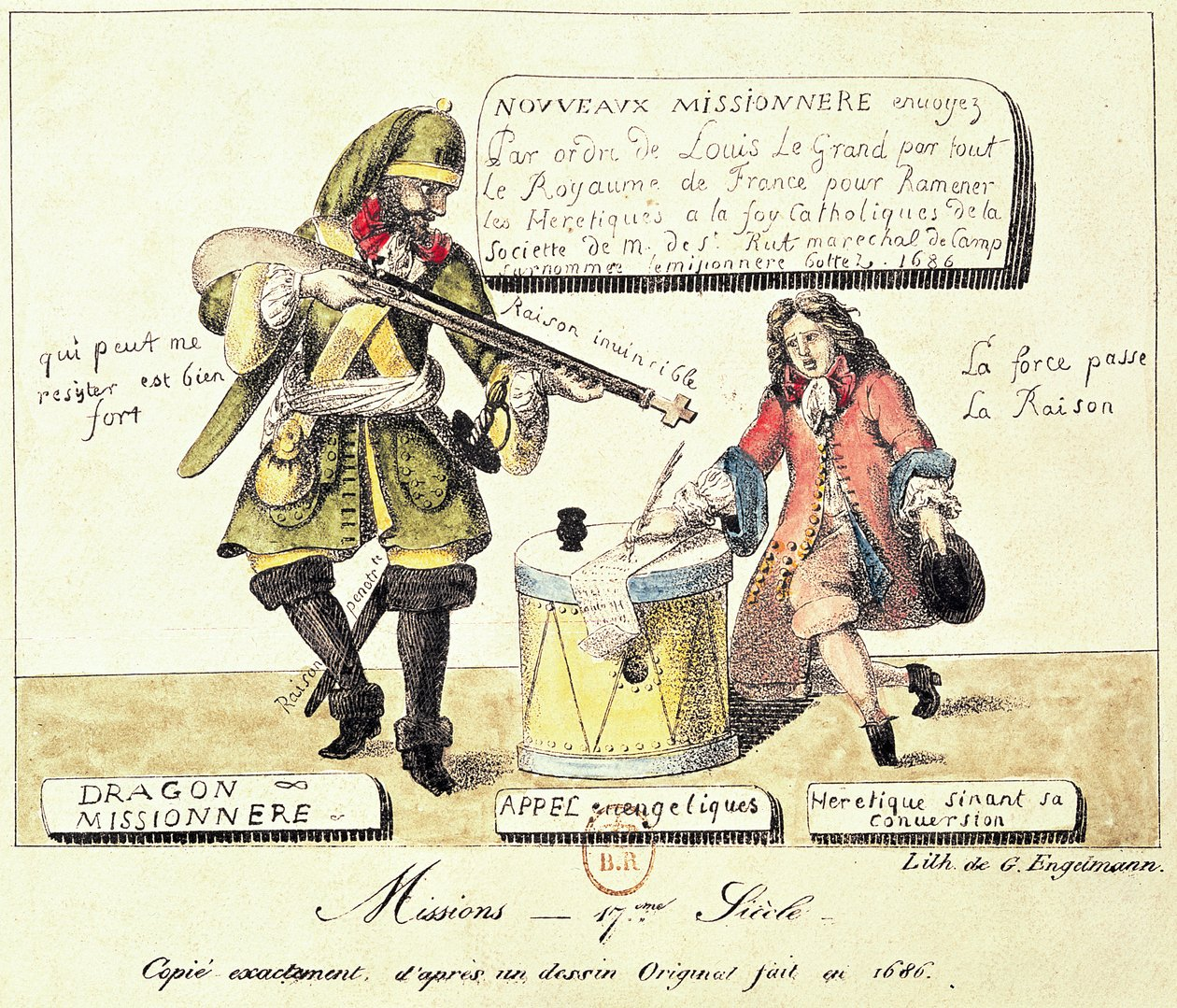
ルイ14世下の「竜騎兵の迫害」を描いたプロテスタントの版画。

ナント勅令によって戦争は終結したものの、ユグノーに与えられた政治的自由（中傷する者からは「国家の中の国家」と言われた）は、17世紀を通じて次第に騒動の元となる。南フランスの一部にカトリックを再導入するルイ13世の決定は、ユグノーの反乱を引き起こしてしまう。1622年のモンペリエ協定により、武装したユグノーの都市はラ・ロシェルとモントーバンの2つに減らされた。これに続く戦争で、リシュリュー枢機卿が指揮する国王軍がラ・ロシェルを14ヶ月間包囲した（ラ・ロシェル包囲戦）。1629年のラ・ロシェル和議により、過去の勅命による諸特許（brevets）は全て取り消されてしまったが、プロテスタントは戦前と同じく信仰の自由は保てた。
ルイ13世の残りの治世とルイ14世の幼少期、勅令の実施は年々様々に変わった。1661年、ユグノーを敵視するルイ14世がフランス政府の実権を握ると、勅令の条文の幾つかを無視し始める。1681年、竜騎兵の迫害（dragonnades）政策を始め、ユグノーの家族にカトリックに再改宗するか他国へ移住するかを迫った。最後にはルイ14世はフォンテーヌブロー勅令を発し、過去の勅令を正式に取り消し、フランスにおけるプロテスタントを非合法化した。勅令の撤回は、フランスに深刻な損害を与える結果となった。これは新たな反乱は引き起こさなかったが、多くのプロテスタントが改宗するよりはフランスを去ることを選び、ほとんどがイングランド、プロイセン、オランダ、そしてスイスへ移住している。
18世紀に入った頃には、プロテスタントは中央高地の僻地セヴェンヌ山脈にかなりの数が残っていた。カミザール（Camisard）の名で知られるこれらの人々は、1702年に政府に対して反乱を起こし、1715年まで戦い続けた。その後、カミザールはおおよそ平穏のうちに取り残されている。

## 年表
- 1562年1月17日　－　サン・ジェルマン勅令（一月勅令）
- 1562年3月1日　－　ヴァシーの虐殺
- 1562年3月～1563年3月　第1次戦争、アンボワーズ勅令で終結 
  - 1562年12月19日　－　ドルーの戦い
- 1567年9月～1568年3月　第2次戦争、ロンジュモー和議で終結 
  - 1567年11月10日　－　サン・ドニの戦い
- 1568～70年　第3次戦争、サン・ジェルマン和議で終結 
  - 1569年3月　－　ジャルナックの戦い
  - 1569年6月　－　ラ・ロッシュ＝ラ・ベイユの戦い
  - 1569年10月　－　 モンコントゥールの戦い
- 1572年8月24日 　－　サン・バルテルミの虐殺
- 1572～73年　第4次戦争、ブローニュ勅令で終結 
  - 1572年11月～1573年7月　－　 ラ・ロシェル包囲戦（1572年－1573年）
  - 1573年5月　－　アンジュー公アンリがポーランド王に選出
- 1574年5月30日 　－　シャルル9世死去
- 1574～76年　第5次戦争、ボーリュー勅令で終結
- 1576年 　－　カトリック同盟の結成
- 1576～77年　第6次戦争、ベルジュラック和議（ポアティエ勅令）で終結
- 1579～80年　第7次戦争、ル・フレクス和議で終結
- 1584年6月　－　推定王位継承者アンジュー公フランソワ死去
- 1584年12月　－　ジョアンヴィル条約
- 1585～98年　第8次戦争、ヴェルヴァン和議とナント勅令で終結 
  - 1587年10月　－　クトラの戦い、ヴィモリーの戦い
  - 1588年12月　－　ギーズ公アンリとその弟の暗殺
  - 1589年8月　－　アンリ3世の暗殺
  - 1589年9月　－　アルクの戦い
  - 1590年3月　－　イヴリーの戦い、 パリ包囲
  - 1593年 　－　アンリ4世の改宗
  - 1594年 　－　シャルトルでのアンリ4世の戴冠
  - 1595年6月　－　フォンテーヌ＝フランセーズの戦い
  - 1597年4月〜 9月　－　 アミアン包囲戦
  - 1598年4月　－　アンリ4世がナント勅令を布告